# Château-Thierry
Pour les articles homonymes, voir Château (homonymie) et Thierry.
 (juillet 2017).
Si vous disposez d'ouvrages ou d'articles de référence ou si vous connaissez des sites web de qualité traitant du thème abordé ici, merci de compléter l'article en donnant les références utiles à sa vérifiabilité et en les liant à la section « Notes et références ».
Château-Thierry est une commune française située dans le département de l'Aisne, en région historique de Picardie, administrative Hauts-de-France.
Château-Thierry est le lieu de naissance de Jean de La Fontaine et est située dans la région des batailles de la Marne.
Château-Thierry est l'une des 64 villes françaises à avoir reçu la Légion d'honneur. Elle est également décorée de la Croix de Guerre.

## Géographie

### Localisation
Château-Thierry se situe dans un vallon de la vallée de la Marne. Dans ce secteur, l'urbanisation s'étale sur toute la vallée depuis le lit de la rivière, jusqu'en haut des coteaux fleuris.
Château-Thierry fait partie culturellement de la Champagne.
La ville se situe aux confins de trois régions administratives, les Hauts-de-France, dont elle fait partie, vers le nord, l'Île-de-France à l'ouest et le Grand Est à l'est.
Le paysage de la ville fait vraiment penser à une ville champenoise, avec ses coteaux et ses vignes. Sa situation dans la vallée de la Marne comme son réseau de transports (autoroute et voie ferrée de Paris à Strasbourg) font de Château-Thierry une ville de l'Est de la France, dans la grande banlieue parisienne.
Voici quelques distances avec des villes voisines :
- Paris à 85 km ;
- Reims à 51 km ;
- Troyes à 107 km ;
- Meaux à 45 km ;
- Soissons à 40 km ;
- Épernay à 45 km.

La ville se trouve dans le pays de l'Omois, qui correspond sensiblement à l'arrondissement de Château-Thierry.

### Communes limitrophes
Les communes limitrophes sont Bézu-Saint-Germain, Bouresches, Brasles, Chierry, Épaux-Bézu, Essômes-sur-Marne, Étampes-sur-Marne, Étrépilly, Nogentel et Verdilly.
| Étrépilly / Bouresches | Bézu-Saint-Germain                                | Verdilly |
| Essômes-sur-Marne      | Château-Thierry                                   | Brasles  |
| Essômes-sur-Marne      | Nogentel / Étampes-sur-Marne / Nesles-la-Montagne | Chierry  |

### Géologie et relief
La superficie de la commune est de 16,55 km2 ; présentant une forte dénivelée, son altitude varie de 59  à   222 mètres.

### Hydrographie

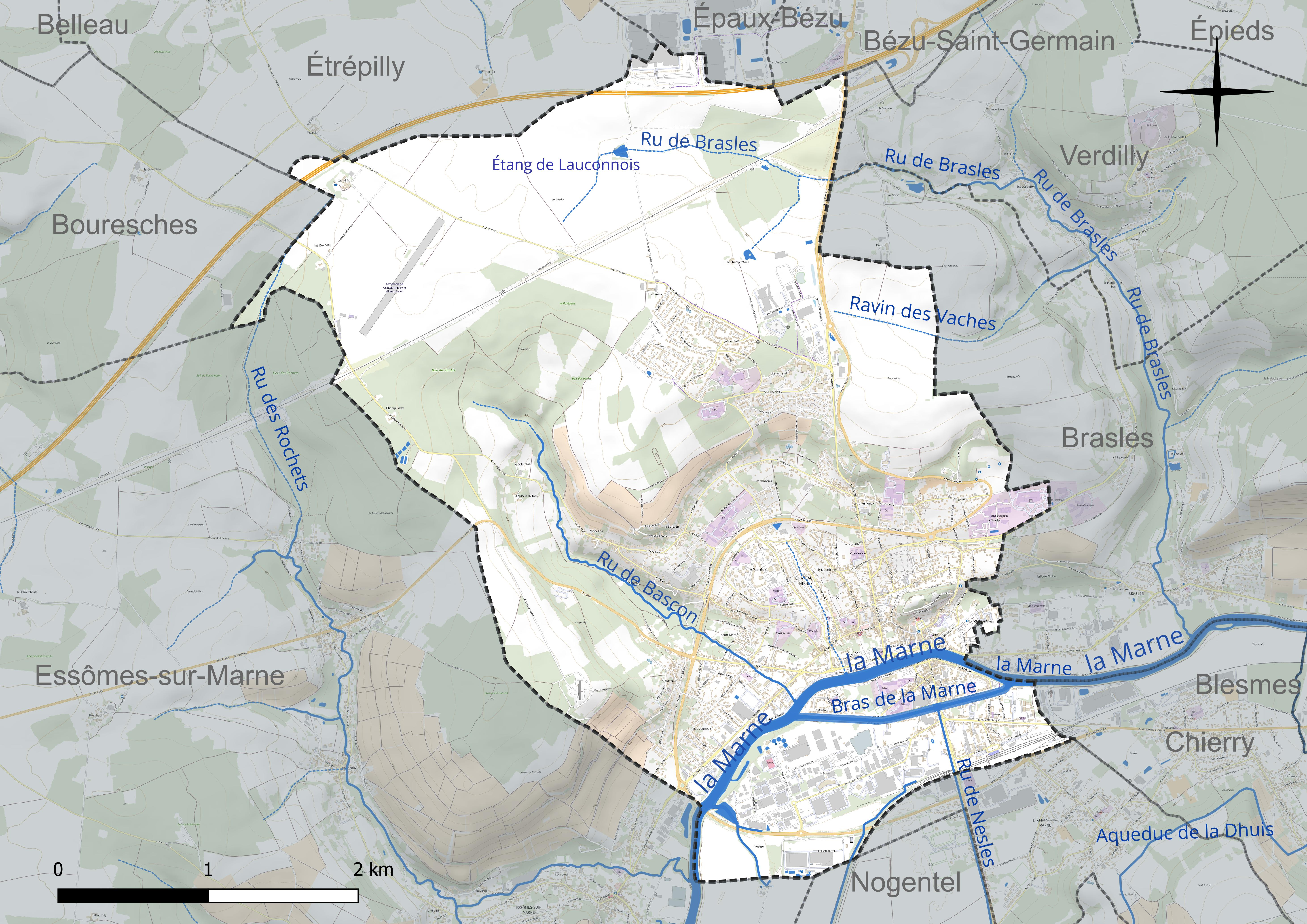
Réseau hydrographique de Château-Thierry.

La commune est située dans le bassin Seine-Normandie. 
Elle est drainée par la Marne, le ru de divers brasles, le ru des Rochers, le canal 01 de la commune de Château-Thierry, le ru de Bascon, le ru de Nesles, Ravin des Vaches divers bras de la Marne et un autre petit cours d'eau,.
La Marne  prend sa source sur le plateau de Langres, dans la commune de Saints-Geosmes (Haute-Marne) et se jette dans la Seine entre Charenton-le-Pont et Alfortville (Val-de-Marne) dans le quartier de Conflans-l'Archevêque. Les caractéristiques hydrologiques de la Marne sont données par la station hydrologique située sur la commune. Le débit moyen mensuel est de 223 m3/s. Le débit moyen journalier maximum est de 478 m3/s, atteint lors de la crue du 1er février 2018. Le débit instantané maximal est quant à lui de 484 m3/s, atteint le même jour.
Un plan d'eau complète le réseau hydrographique : l'étang de Lauconnois (0,5 ha),.

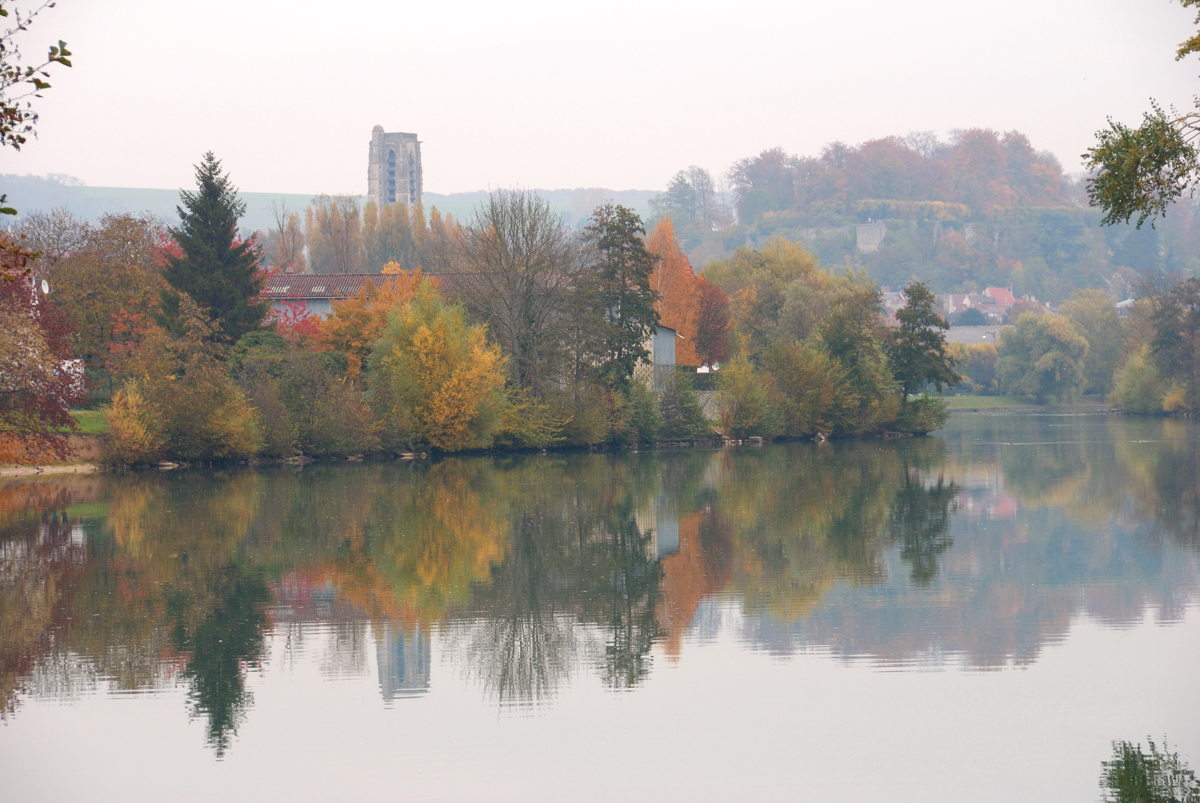
Bords de Marne.
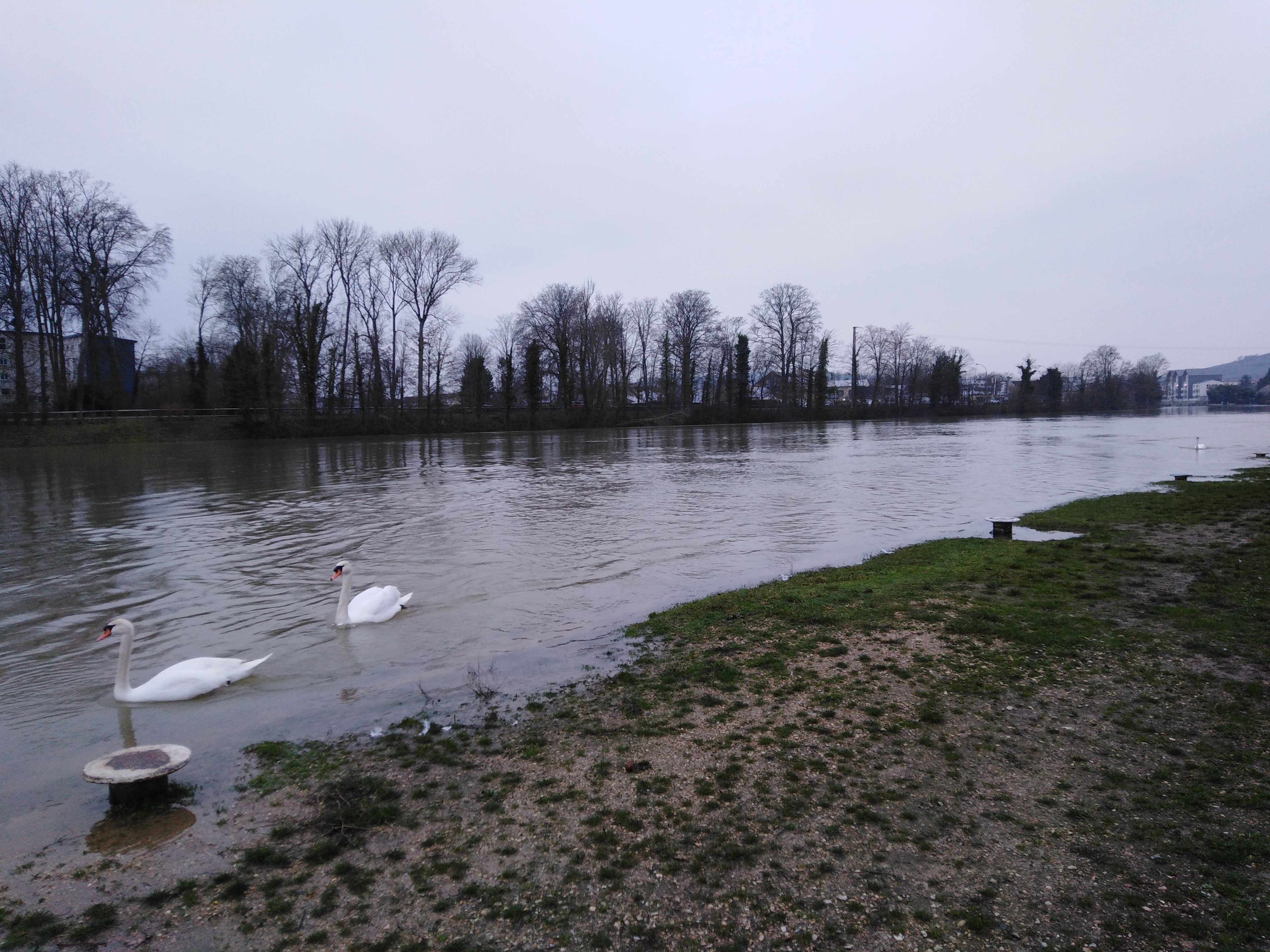
La Marne en crue à Château-Thierry, février 2021.

### Climat
Pour des articles plus généraux, voir Climat des Hauts-de-France et Climat de l'Aisne.
En 2010, le climat de la commune est de type climat océanique dégradé des plaines du Centre et du Nord, selon une étude du CNRS s'appuyant sur une série de données couvrant la période 1971-2000. En 2020, Météo-France publie une typologie des climats de la France métropolitaine dans laquelle la commune est exposée à un climat océanique altéré et est dans la région climatique Nord-est du bassin Parisien, caractérisée par un ensoleillement médiocre, une pluviométrie moyenne régulièrement répartie au cours de l'année et un hiver froid (3 °C).
Pour la période 1971-2000, la température annuelle moyenne est de 10,7 °C, avec  une amplitude thermique annuelle de 15,4 °C. Le cumul annuel moyen de précipitations est de 743 mm, avec 11,7 jours de précipitations en janvier et 8,3 jours en juillet. Pour la période 1991-2020 la température moyenne annuelle observée sur la station météorologique la plus proche, située sur la commune de Blesmes à 4 km à vol d'oiseau, est de 10,6 °C et le cumul annuel moyen de précipitations est de 713,0 mm,. Pour l'avenir, les paramètres climatiques de la commune estimés pour 2050 selon différents scénarios d'émission de gaz à effet de serre sont consultables sur un site dédié publié par Météo-France en novembre 2022.

## Urbanisme

### Typologie
Au 1er janvier 2024, Château-Thierry est catégorisée centre urbain intermédiaire, selon la nouvelle grille communale de densité à 7 niveaux définie par l'Insee en 2022.
Elle appartient à l'unité urbaine de Château-Thierry, une agglomération intra-départementale dont elle est ville-centre,. 
Par ailleurs la commune fait partie de l'aire d'attraction de Château-Thierry, dont elle est la commune-centre,. Cette aire, qui regroupe 52 communes, est catégorisée dans les aires de moins de 50 000 habitants,.

### Occupation des sols

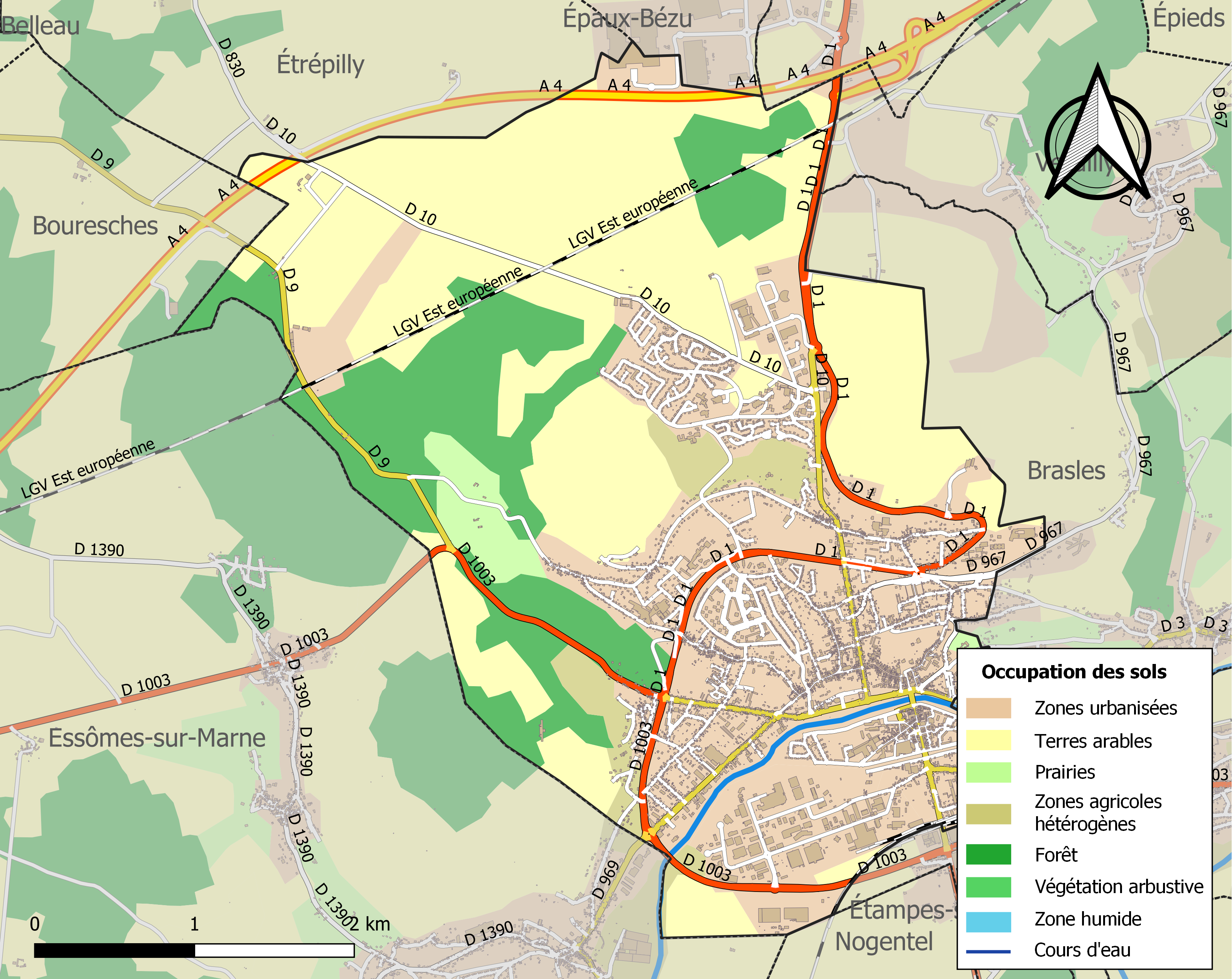
Carte des infrastructures et de l'occupation des sols de la commune en 2018 (CLC).

L'occupation des sols de la commune, telle qu'elle ressort de la base de données européenne d'occupation biophysique des sols Corine Land Cover (CLC), est marquée par l'importance des territoires agricoles (43,8 % en 2018), en diminution par rapport à 1990 (47,4 %). 
La répartition détaillée en 2018 est la suivante : terres arables (37,3 %), zones urbanisées (31 %), forêts (16 %), zones industrielles ou commerciales et réseaux de communication (7,7 %), zones agricoles hétérogènes (3,4 %), prairies (2,3 %), espaces verts artificialisés, non agricoles (1,5 %), cultures permanentes (0,9 %).
L'évolution de l'occupation des sols de la commune et de ses infrastructures peut être observée sur les différentes représentations cartographiques du territoire : la carte de Cassini (XVIIIe siècle), la carte d'état-major (1820-1866) et les cartes ou photos aériennes de l'IGN pour la période actuelle (1950 à aujourd'hui).

### Morphologie urbaine

Plan de la ville en 1840. Les villages qui sont à l'extérieur deviendront les futurs quartiers de la ville.

La ville est divisée en différents quartiers, dont la création est plus ou moins récente.
La liste présentée correspond au découpage moderne de la ville.

#### Le quartier de Blanchard
C'est un des quartiers les plus récents de la ville, qui s'est véritablement développé à l'aube des années 1960. Il se situe à l'extrême nord de la ville, en haut de coteaux de la Marne. Ce quartier est une réelle porte d'entrée de la ville car il est installé près de l'échangeur de l'autoroute A4 et est traversé par l'une des principales voies de communication du département, la D 1 qui relie le nord du département au sud. Les Blanchards est constitué d'immeubles et de lotissements construits dans les années 1960 et 1970. C'est dans ce quartier que se trouve l'une des principales salles de spectacle de la ville, le Palais des Rencontres. Mais le quartier est assez isolé du reste de la ville, en raison de sa situation (en haut des coteaux). Deux petits bois y sont enclavés, ainsi qu'un coteau planté de vignes. Il abrite le nouveau cimetière de la ville. Sa partie nord est classée quartier prioritaire, avec un millier d'habitants en 2018 pour un taux de pauvreté de 53 %.

#### Le quartier des Chesneaux-Chopinettes

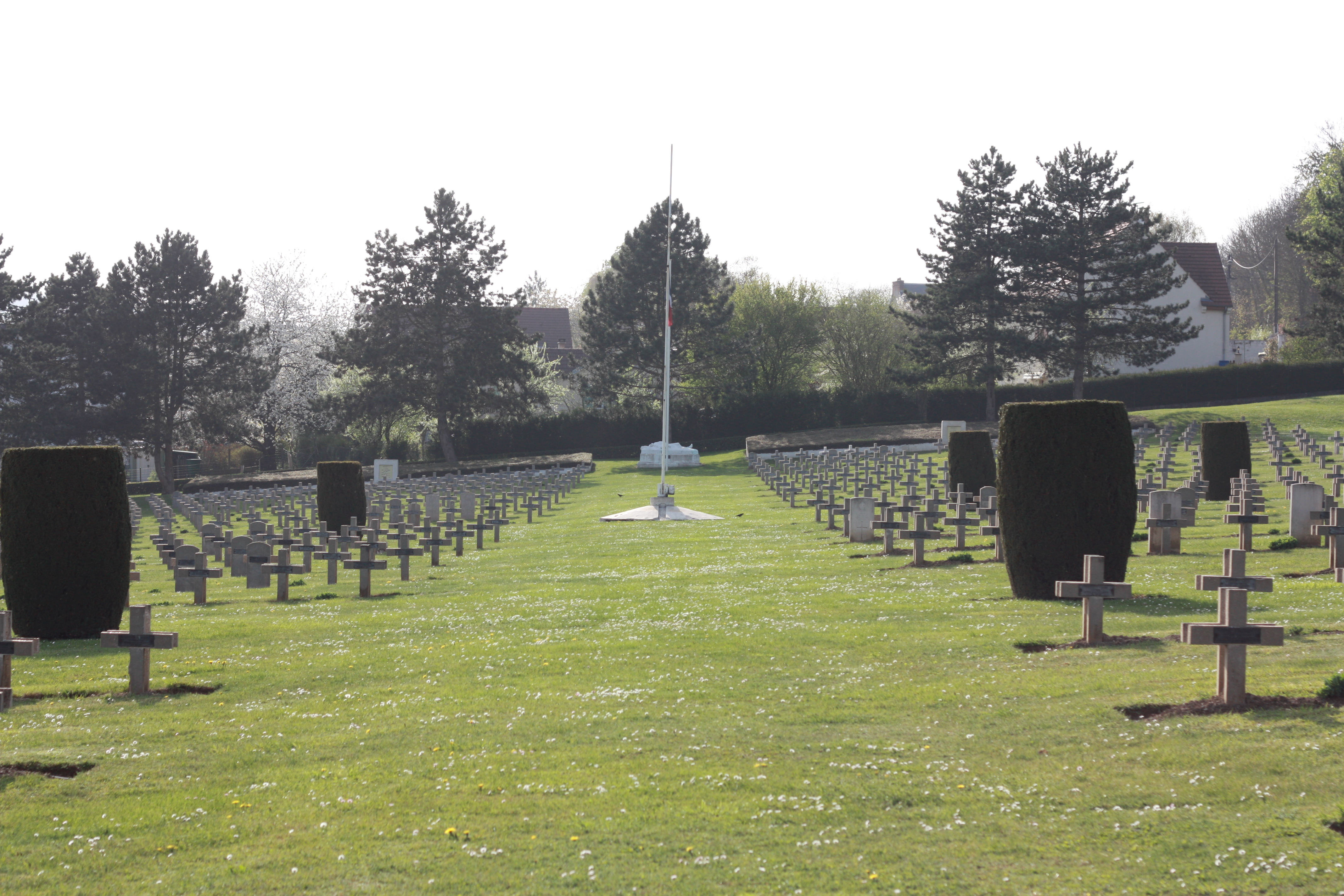
La nécropole nationale Chesnaux (cimetière militaire).

Ce quartier se situe au nord-est de la ville. Il est constitué des Chesnaux, de la Charité (où se situe le pôle santé) et des Chopinettes (enclavé entre Château-Thierry et Brasles). Il est en partie installé sur les coteaux de la vallée. C'est l'un des quartiers les plus calmes de la ville, excentré, constitué de vieilles demeures en pierres meulières, de résidences HLM et de pavillons récents. Le vieux cimetière de la ville, ainsi que la nécropole nationale « Chesnaux », y sont installés.

#### Le quartier de Vincelles-le Buisson
C'est un quartier constitué d'anciens hameaux qui ont été rejoints par la ville avec l'urbanisation croissante.
Il conserve de cette période un certain charme et une architecture urbaine rappelant celle des villages de la région. De plus, comme il est situé sur les pentes de la vallée de la Marne, le panorama sur la ville augmente son attrait. Une grande partie du quartier est encore non-urbanisée ; on y trouve en particulier une grande surface boisée et la majeure partie des vignes implantées sur le territoire de la commune de Château-Thierry. Les flancs de la vallée servaient au Moyen Âge de carrière[réf. nécessaire], dont une partie a été transformée et utilisé en tant que caves. La maison de Champagne Pannier, principal négociant de Champagne de la ville, a racheté ces caves en 1937 et installé son siège social à l'entrée de ces caves.
Les bâtiments modernes du lycée Jean-de-La Fontaine ont été construits en 1974 à la limite sud du quartier du Buisson.

#### Le centre-ville
C'est le quartier le plus animé de la ville, constitué de sous-quartiers :
- la Madeleine à l'ouest ;
- le Faubourg de la Barre au nord-est ;
- la vieille ville au sud du château, qui correspond à la zone incluse dans les anciens remparts de la ville ;
- les Garats (anciennement Château Frileux) au sud-est.

C'est le cœur historique et touristique de la ville, abritant presque tous les musées et monuments de la ville. C'est aussi un vaste espace commerçant. Ce quartier fut partiellement détruit lors de la Première Guerre mondiale.
Au nord du quartier de la Madeleine, se trouve le centre pénitentiaire de Château-Thierry.

#### Le quartier des Vaucrises
Malgré sa situation excentrée, le quartier des Vaucrises est la première ville du territoire communal de Château-Thierry. C'est le lieu où se situait l'agglomération romaine. Celle-ci, qui se développe immédiatement après la Conquête prend appui sur l'occupation gauloise préexistante. Elle en conserve la structuration polynucléaire. Les opérations archéologiques récentes menées depuis 1989 par l'Unité d'Archéologie de Château-Thierry ont démontré la présence d'une occupation structurée et de bâtiments maçonnés dès le Ier siècle de notre ère sur l'ensemble de la zone. Un théâtre est édifié à la fin du Ier siècle au sud de la ville romaine. Il pouvait accueillir environ 3000 spectateurs. Cette première ville avant la ville avait une vocation artisanale et économique, un véritable carrefour commercial et culturel situé au croisement d'importantes voies fluviales et terrestres. L'abandon de la ville romaine des Vaucrises, au début du IVe siècle, marque le début d'un hiatus d'environ 150 ans.
L'actuel quartier des Vaucrises à été aménagé à partir de 1964, date de la construction de grands ensembles immobiliers et de lotissements. C'est l'un des quartiers les plus denses de la ville, dont la partie prioritaire compte près de 2 000 habitants pour un taux de pauvreté de 55 %.

#### Le quartier Saint-Martin
C'est l'un des plus pittoresques de la ville ; c'est un vrai village dans la ville. Sa place et ses petites rues lui donnent vraiment un caractère campagnard. Aujourd'hui on y trouve un nouveau lotissement, constitué de pavillons et d'immeubles.

#### Le quartier de la Mare-Aubry et Courteau
Ce quartier est très apprécié pour son calme et ses conditions de vie. Il est exclusivement constitué de maisons et de lotissements. Courteau a été divisé en deux (Courteau et Bas-Courteau) lors de la construction de la Voie Express et la Mare-Aubry s'est modernisée en accueillant l'hypermarché Carrefour. Ce quartier est aussi composé de deux grandes avenues : l'avenue d'Essômes et l'avenue de Paris.

#### Le quartier de l'Île

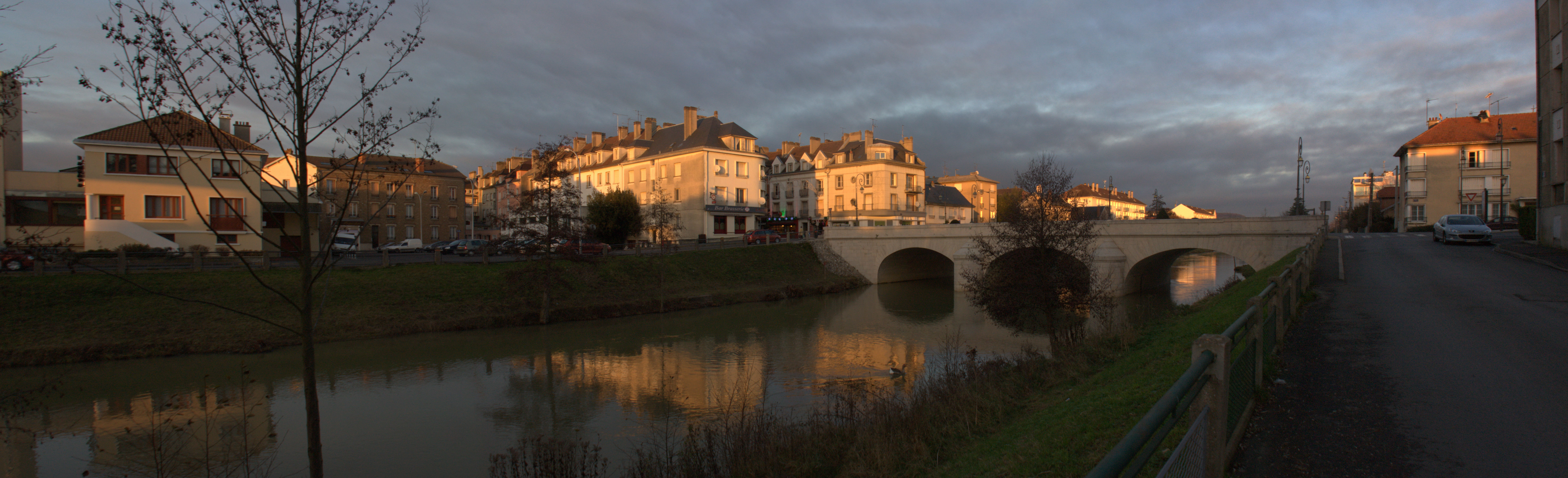
La Fausse-Marne et l'île.

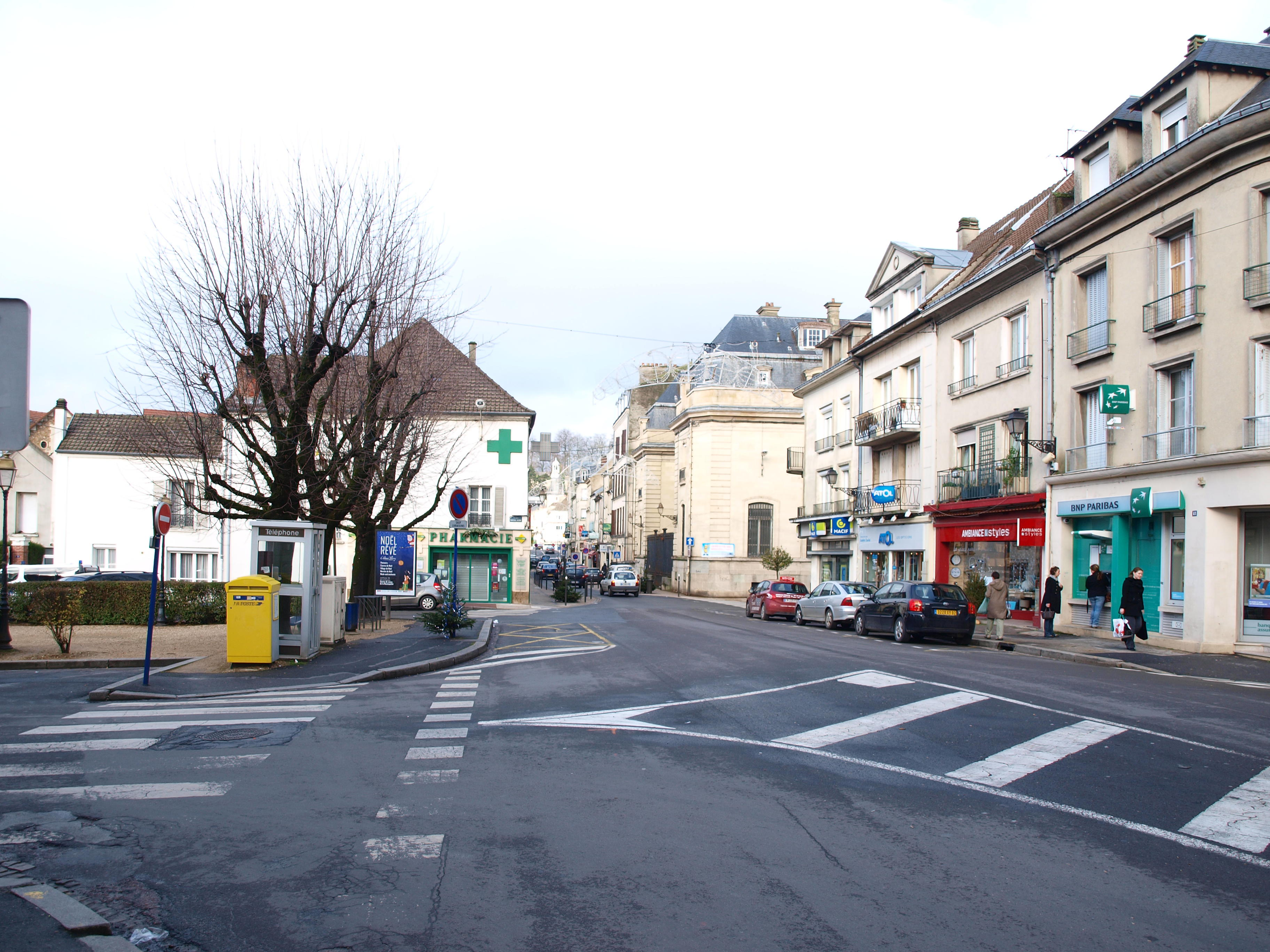
La rue Carnot.

Aussi appelé faubourg de Marne, c'est un point de passage obligé pour traverser la Marne et rejoindre la gare et le quartier de l'Europe. Il se subdivise en trois parties :
- la rue Carnot (axe de passage) ;
- la Vignotte à l'ouest ;
- Les Filoirs à l'est.

L'île a été créée au XVIIIe siècle, avec le creusement de la Fausse-Marne. Architecturalement, ce quartier est un mélange de constructions anciennes (collège Jean-Racine), d'immeubles datant de l'après-guerre (la rue Carnot), de pavillons et d'immeubles récents. C'est un haut-lieu du commerce qui jouit d'une jeunesse due à de nombreuses infrastructures scolaires.

#### Le quartier de la Gare
Datant du XIXe siècle, ce quartier s'est construit autour de deux axes : l'avenue de la République, une large avenue qui était auparavant la route principale de Paris à Épernay (ex-nationale 3), et l'avenue de la Gare, aujourd'hui avenue Thomas-Woodrow-Wilson, qui relie la gare à la ville. On y rencontre à la fois des grandes demeures bourgeoises en pierres meulières — par exemple, la villa L'Églantine au 1, avenue Wilson qui a été un lieu de tournage du film Tatie Danielle, sorti en 1990, y figurant la maison du personnage éponyme, — et des habitations plus récentes (barres d'immeubles et immeubles récents).

#### Le quartier de l'Europe
Il est aussi appelé quartier de la Prairie. C'est le quartier le plus récent de la ville, il s'agit presque exclusivement d'une zone industrielle et commerciale.

### Habitat et logement
En 2021, le nombre total de logements dans la commune était de 8 211, alors qu'il était de 7 786 en 2016 et de 7 345 en 2011. 
Parmi ces logements, 89 % étaient des résidences principales, 1,9 % des résidences secondaires et 9,1 % des logements vacants. Ces logements étaient pour 35,1 % d'entre eux des maisons individuelles et pour 63,5 % des appartements. 
Le tableau ci-dessous présente la typologie des logements à Château-Thierry en 2021 en comparaison avec celle de l'Aisne et de la France entière. Une caractéristique marquante du parc de logements est ainsi la faible proportion des résidences secondaires et logements occasionnels (1,9 %) par rapport au département (3,4 %) et à la France entière (9,7 %). 
| Typologie                                               | Château-Thierry | Aisne | France entière |
| ------------------------------------------------------- | --------------- | ----- | -------------- |
| Résidences principales (en %)                           | 89              | 86,7  | 82,2           |
| Résidences secondaires et logements occasionnels (en %) | 1,9             | 3,4   | 9,7            |
| Logements vacants (en %)                                | 9,1             | 9,9   | 8,1            |

### Voies de communication et transports

#### Transports routiers
Hiérarchie des infrastructures
La ville de Château-Thierry dispose de bonnes infrastructures routières :
- l'autoroute A4 passe sur la commune et a une sortie Château-Thierry/Soissons. Cette autoroute permet les liaisons entre la ville et Reims et plus généralement les liaisons est-ouest ;
- la départementale D 1 traverse Château-Thierry du nord au sud. Elle permet les liaisons entre Château-Thierry avec le nord du département via Soissons et entre Château-Thierry et des villes comme Troyes ou même Provins ;
- l'ancienne route nationale N 3 traverse aussi Château-Thierry d'est en ouest et relie la ville à la Ferté-sous-Jouarre et Meaux à l'ouest et Épernay/Chalons-en-Champagne ;
- la voie express : c'est une voie rapide de contournement de la ville par son flanc ouest. Cette route est en 2×1 voies, ce qui cause à certains moments de la journée des embouteillages. Actuellement, la voie express prend fin au niveau carrefour avec la départementale 1, dans le secteur de la gare, au sud de la ville ;
- de nombreuses avenues traversent la ville, que ce soit d'est en ouest ou du nord au sud. Les plus grandes avenues et rues principales sont :
  - avenue de Paris,
  - avenue Jules-Lefebvre,
  - quai de la Poterne,
  - avenue de Soissons,
  - avenue d'Essômes,
  - avenue de la République,
  - et avenue de Montmirail.

Problèmes liés à la circulation
La circulation routière est proche de la saturation à Château-Thierry. Voici les problèmes de transport dans la ville :
- le passage de la Marne. La traversée de la rivière est très contraignante car la ville n'est équipée que de deux ponts : l'un en centre-ville, l'autre sur la voie express. Cette situation occasionne d'importants embouteillages pendant les heures de pointe, et est accentuée par la présence de plusieurs établissements scolaires sur l'île et la proximité de la gare SNCF. Un projet de troisième pont est à l'étude : il s'insérerait dans une rocade de contournement à l'est de la ville. Ce projet, évoqué depuis très longtemps par les autorités locales, est devenu une arlésienne locale.
- la voie express, sous-dimensionnée, est insérée dans la ville et dans l'agglomération dans plusieurs secteurs. Elle manque en outre d'infrastructures de régulation efficace du trafic (nombreux carrefours à feux, au lieu de ronds-points). Elle ne facilite pas suffisamment, de ce fait, le contournement de l'agglomération.

#### Transport ferroviaire
La gare de Château-Thierry est le terminus d'une des nombreuses branches de la ligne P du Transilien, mais est aussi une des gares de la ligne inter-régionale (Lorraine, Picardie, Champagne) de la ligne TER Vallée de la Marne.
La gare est la plus fréquentée du département, avec une fréquentation de 1 482 999 voyageurs en 2022, devant Saint-Quentin (1 207 993 voyageurs) et Laon (827 364 voyageurs)Frequentation en gares SNCF - Chateau Thierry. Ceci est dû à la proximité de Paris, qui engendre d'importants flux journaliers entre le sud de l'Aisne et la capitale.

#### Transports en commun
La Communauté d'agglomération de la Région de Château-Thierry gère, en tant qu'autorité organisatrice de la mobilité, le réseau de bus exploité sous le nom de Fablio. Celui-ci est exploité depuis 2012 (et renouvelé en 2019 dans le cadre du renouvellement du contrat de Délégation de Service Public) par Keolis, via sa filiale Keolis Château-Thierry.
La commune est également desservie par le Réseau interurbain de l'Aisne.

#### Liaisons aériennes
Un petit aérodrome, situé à 4 km au nord-ouest du centre-ville, dessert la ville.
Le trafic de cet aérodrome n'est plus restreint aux appareils de tourisme en provenance des aérodromes et aéroports voisins. Il est possible de se rendre en avion-taxi de Reims à Château-Thierry.

## Toponymie
Au XIXe siècle, à partir de mentions du pagus otmensis dans des textes de la période carolingienne, les érudits locaux ont nommé Otmus l'ancienne ville d'origine antique. Cette hypothèse s'appuie aussi sur l'existence de monnaies mérovingiennes portant la mention Odomo Fit. Étymologiquement, ce nom proviendrait d'odomagus, qui indiquerait le rôle de marché de la ville.
La première mention du nom Château-Thierry (castrum theodorici ou castellum theodorici) date de 923 dans les Annales écrites par Flodoard.
Pendant la période de la Terreur (29 octobre 1793), son nom fut changé et devint Château-Égalité puis Égalité-sur-Marne.
Après cette période, Château-Thierry reprit son nom.

## Histoire

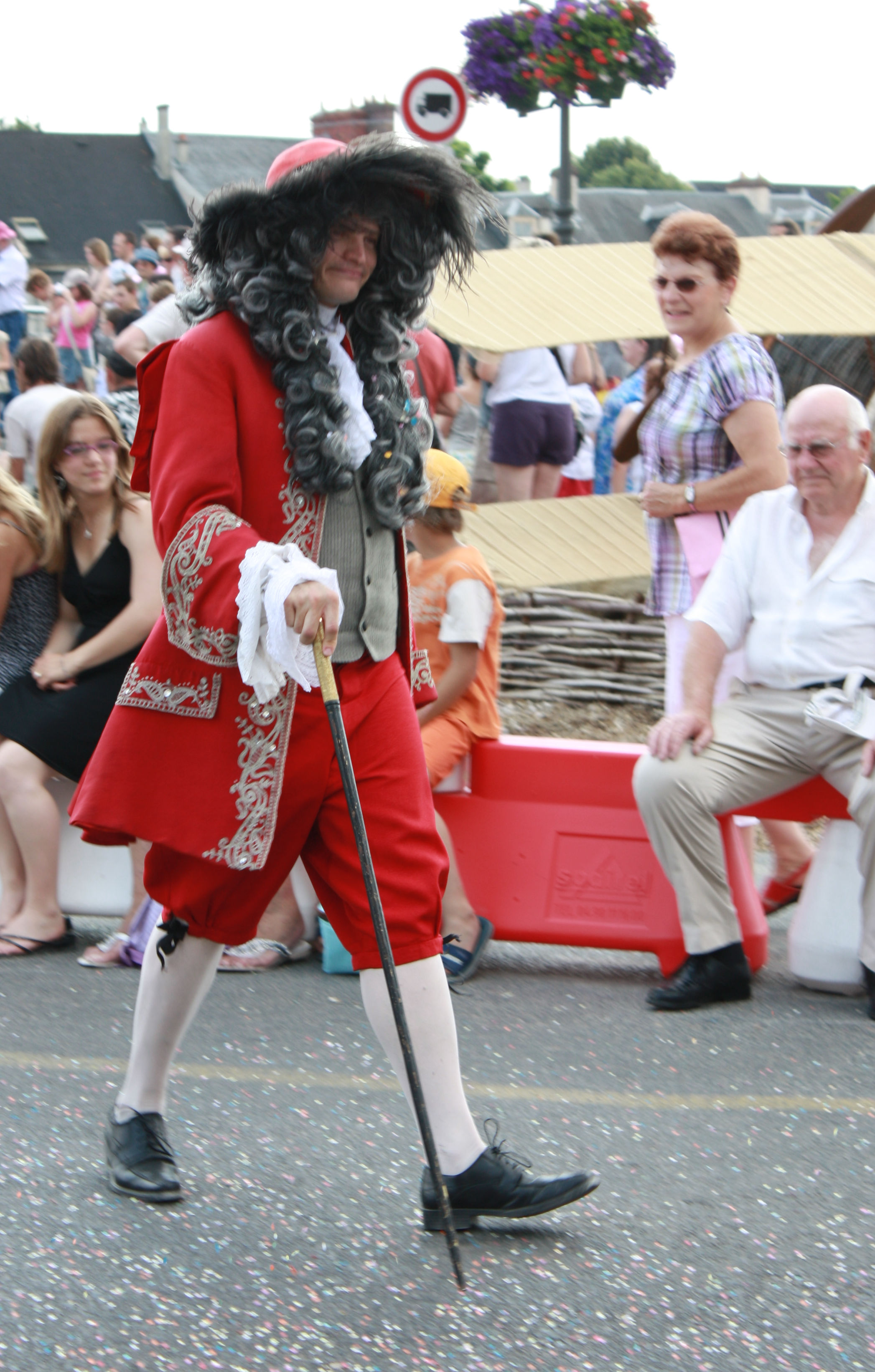
Un habitant jouant le rôle de Jean de La Fontaine lors des Fêtes à Jean en 2010.

### Protohistoire
Les premières traces de civilisation datent de l'âge du fer. Des artefacts et une sépulture de cette période ont été découverts lors de fouilles archéologiques. Ces indices d'occupation se situent sous l'actuel quartier des Vaucrises et sur le plateau au nord de la ville, au nord du quartier des Blanchards.

### Antiquité
À ces premières occupations, succède un habitat groupé d'époque romaine. Une véritable agglomération secondaire prend place à partir du Ier siècle et perdure jusqu'au IIIe siècle. Ce vicus est implanté au croisement de la Marne et de la route Soissons-Troyes, profitant probablement de la présence d'un passage à gué du cours d'eau. Il se situe sur la colline dite des Vaucrises.
De nombreux vestiges de cette agglomération ont été mis au jour par des érudits locaux depuis le XIXe siècle, puis par les fouilles archéologiques menées sur le territoire de la ville depuis 1986. En l'an 2000, une opération d'archéologie préventive a permis d' identifier et de caractériser les vestiges d'un théâtre déjà  observés en 1889. Toutes ces découvertes permettent d'estimer la surface de cette ville antique à environ 50 hectares.
Cette agglomération se situe sur le territoire des Suessionnes, et il s'agissait probablement d'un chef-lieu de pagus. Ce pagus a été identifié au XIXe siècle comme le pagus otmensis. De là vient le nom d'Otmus, qui serait la contraction du nom Odomagus. Cette hypothèse provient de monnaies mérovingiennes portant la mention ODOMO FIT.

### Moyen Âge

#### Période mérovingienne
D'après les fouilles, la ville antique est abandonnée au IIIe siècle ou au IVe siècle. L'hypothèse communément admise est une rétractation de la ville sur le versant sud de la colline des Vaucrises, autour de l'ancienne église Saint-Martin. Lors de la construction de l'école Jules-Maciet, en 1934, à l'emplacement de cette ancienne église, des sarcophages en plâtre ont été découverts. Ces sarcophages témoignent d'une occupation pouvant remonter à l'époque mérovingienne.[réf. souhaitée]
Des monnaies portant la mention ODOMO FIT, dont quatre ont été découvertes à Château-Thierry témoignent peut-être de la pérennité d'une importante occupation à l'époque mérovingienne.
Au nord-est de l'ancienne église Saint-Martin, au lieu-dit les Chesneaux, une nécropole mérovingienne a été découverte et détruite en 1862, lors de la réfection de la route Château-Thierry-Soissons et en 1883 lors de la construction de la voie ferrée reliant Amiens à Dijon. Le mobilier découvert situe cette nécropole entre le VIe et le VIIe siècle. La question de la localisation de l'habitat correspondant à cette nécropole reste ouverte. Plusieurs hypothèses ont été avancées par les érudits locaux. Cependant, il faut écarter l'hypothèse d'un lien avec la ville antique puisque les datations ne correspondent pas. Certains ont voulu rapprocher cette nécropole de la présence supposée d'une résidence aristocratique située au toponyme le Montmartel. Cependant aucune preuve historique ou archéologique n'est venue étayer cette légende locale. La seule occupation connue à proximité et daté de l'époque de l'utilisation de cette nécropole est la butte sur laquelle le château médiéval fut construit.

#### Du comté de l'Empire carolingien au comté de Champagne
À l'époque carolingienne, le territoire de l'actuelle ville de Château-Thierry est étroitement lié à la puissante famille des Herbertiens. Herbert Ier est un descendant de Charlemagne par Pépin d'Italie et par sa mère, il est l'héritier de la puissante famille des Thierry. La famille des Herbertiens est à l'origine de la formation du comté de Champagne. Herbert Ier a reçu le pagus otmensis, dont Château-Thierry est le chef-lieu.
En 910, Herbert II de Vermandois hérite de son grand-père. En 918, il reçoit par son mariage avec Adèle le comté de Meaux. C'est de l'époque d'Herbert II que date la première attestation d'un site fortifié et du nom de Château-Thierry dans les Annales de Flodoard. En effet, en 923, le comte y enferme Charles III, dit le Simple, pendant quatre ans. Mais après un incendie de la tour, où il est enfermé, le roi est transféré à Péronne. Entre 933 et 936, lors d'un conflit avec Raoul, roi de Bourgogne, la forteresse est assiégée par deux fois. Elle revient à Herbert II, en 936, à la mort de Raoul.
À la mort d'Herbert II, son fils Herbert III dit le Vieux, comte de Troyes et de Meaux, hérite de la forteresse de Château-Thierry avec le comté d'Omois et l'abbaye Saint-Médard de Soissons.
Herbert III meurt en 980/984 sans héritiers. Le roi Lothaire partage le domaine entre les neveux d'Herbert III : Eudes, Herbert le Jeune et son frère Albert. Eudes Ier reçoit le comté de l'Omois et l'abbaye Saint-Médard.
À la mort d'Eudes Ier, en 996, c'est son fils Eudes II qui lui succède. En 1004, il hérite du comté de Blois avec Tours et Chartres en plus de Provins, Château-Thierry, Reims et du Tardenois. En 1021, il est fait comte de Troyes et de Meaux par Robert le Pieux.
Étienne II, son fils cadet, lui succède à sa mort en 1037.
Étienne II meurt entre 1044 et 1048, léguant à son fils mineur Eudes III ses possessions. Thibaud III, son frère et comte de Blois assure la régence. En 1060, Eudes III épouse la sœur de Guillaume le Conquérant, Adélaïde. Pendant qu'il participe à la conquête de l'Angleterre en 1066, son oncle Thibaud III s'empare de ses comtés champenois. Guillaume le Conquérant lui donne alors les comtés d'Aumales en Normandie et d'Holderness en Angleterre pour compenser ces pertes.
En 1089, à la mort de Thibaut III , son fils Hugues Ier hérite du comté de Champagne. Hugues est le premier à porter le titre de comte de Champagne. En 1125, il se fait templier et c'est son neveu Thibaud II qui reçoit la Champagne. Entre 1064 et 1124, Château-Thierry est tenu en fief par une dynastie de chevaliers nommés Hugues. Mais à partir de l'arrivée de Thibaud II de Champagne, le château et la ville qui l'entoure dépendent directement du comte.
Dès le Moyen Âge une communauté juive comptant plusieurs intellectuels influents existe dans la ville. Ainsi, une célèbre école rabbinique y est construite , d'où émergeront  au XIIe siècle de nombreux tossafistes tels que Samuel d'Évreux.

#### Château-Thierry rattachée au royaume de France
Château-Thierry demeure une ville et une forteresse du comté de Champagne jusqu'en 1285, date à laquelle ce dernier passe au domaine royal par le mariage de Jeanne de Navarre avec Philippe IV le Bel.
Pendant la guerre de Cent Ans, la ville est tenue par le duc de Châtillon pour le parti anglais. En 1429, de retour de Reims après le sacre de Charles VII, Jeanne d'Arc obtient, sans combattre, la reddition de la ville ruinée.

### Temps modernes
En 1544, la ville est prise et pillée par Charles Quint. 
Château-Thierry faisait partie du  gouvernement général de Champagne jusqu'à la Révolution française. 

### Révolution française et Empire
La ville devient chef-lieu de district en 1790. En 1800, elle devient chef-lieu d'arrondissement qui est supprimé en 1926 et restauré en 1942.
Château-Thierry a été le site d'une importante bataille en 1814. Le 12 février, les armées russes et prussiennes qui ont été repoussées par Napoléon à Montmirail, effectuent leur retraite vers le nord, tentent d'empêcher les troupes françaises de franchir le pont sur la Marne. Les combats se déroulent dans les rues de la ville, les Russes et les Prussiens sont repoussés vers Soissons. Au matin du 13 février, Napoléon établit son logement à l'auberge de la poste qu'il quitte dans la nuit.

### Époque contemporaine
Le chemin de fer (ligne Paris-Strasbourg dessert la ville dès 1849 et favorise son développement.
Château-Thierry était  également de 1910 à 1942 l'origine d'une ligne de chemin de fer secondaire à voie métrique vers Mareuil-sur-Ourcq avec embranchements vers Verdelot et Neuilly-Saint-Front, exploitée par la Compagnie des chemins de fer du Sud de l'Aisne

Château-Thierry au début du XXe siècle
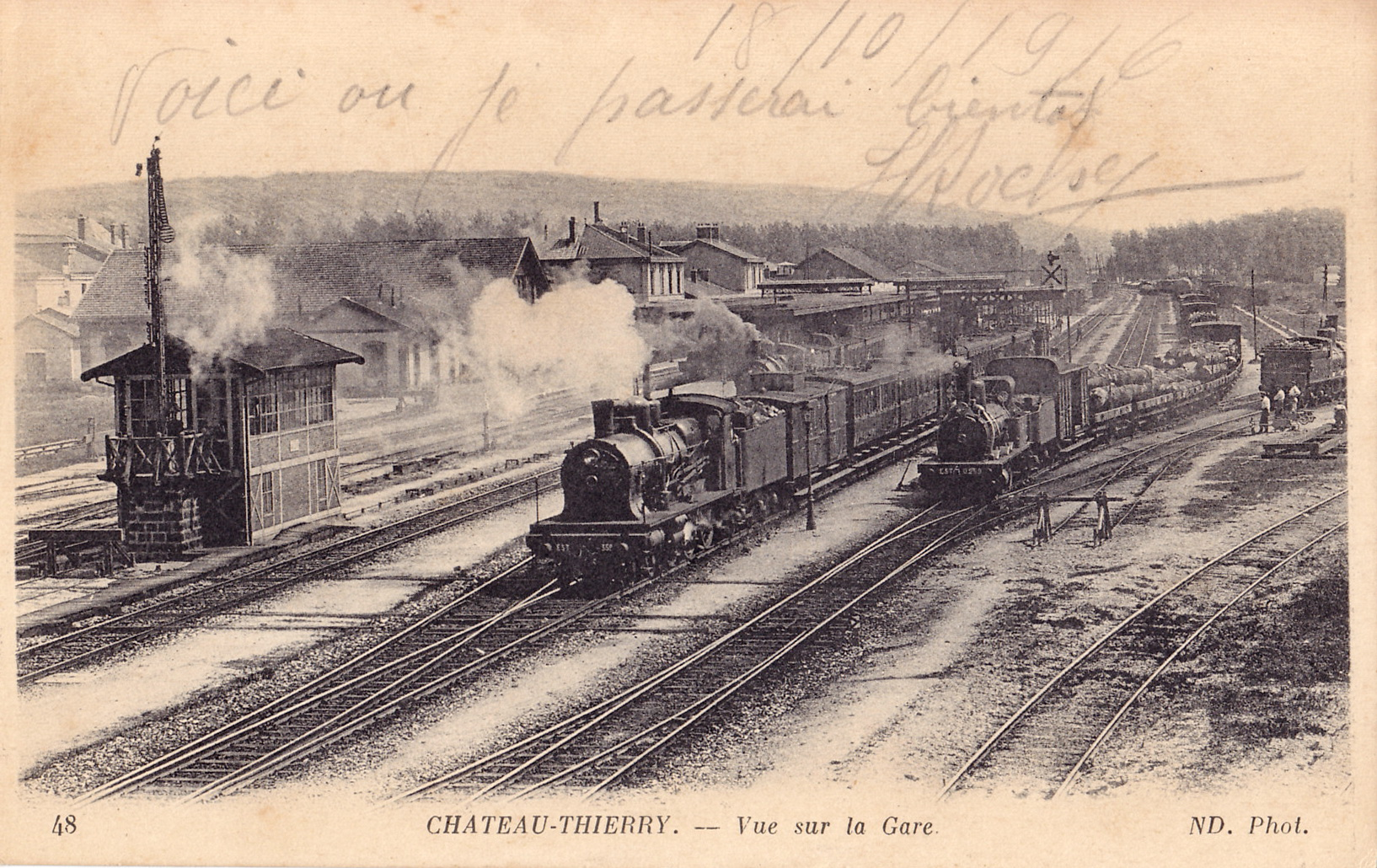
La gare de Château-Thierry, vue au début du XXe siècle.
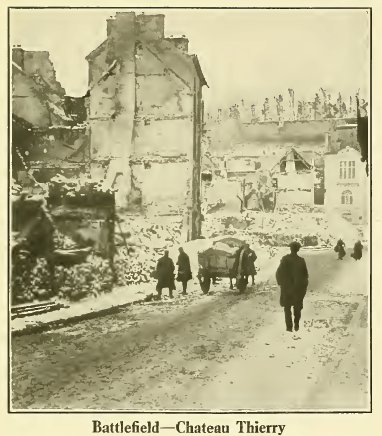
Champ de bataille de Château-Thierry, vu en 1920.
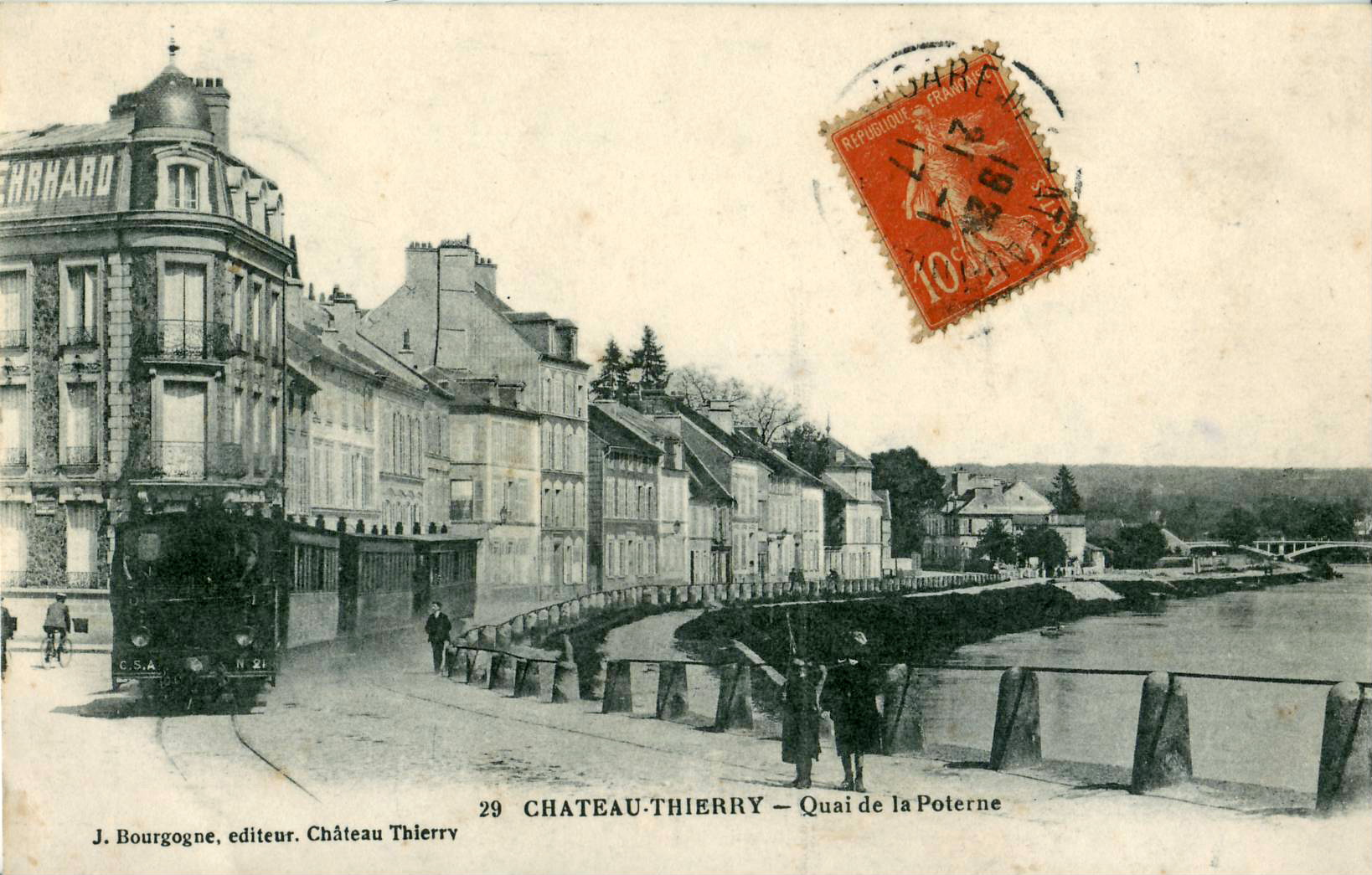
Un train de la Cie des CF du sud de l'Aisne sur le quai de la Poterne.

Château-Thierry a été l'un des points clés durant les batailles de la Première Guerre mondiale en 1918, entre les troupes américaines et les troupes allemandes. Le 1er juin 1918, durant la troisième bataille de l'Aisne, la 10e division d'infanterie coloniale et la 2e division d'infanterie américaine arrêtent l'offensive allemande.
La ville était située sur le front de 1918, matérialisé par les bornes Vauthier. Le peintre officiel des armées françaises François Flameng y a réalisé de nombreux croquis et dessins sur ces douloureux événements qui seront publiés dans la revue L'Illustration.
La ville a aussi été le théâtre de combats lors de la bataille de France (1940) durant la Seconde Guerre mondiale. Le pont principal de Château-Thierry a été défendu par les hommes de l'Aspirant de Rougé. Le nouveau pont construit à la place porte son nom.
Château-Thierry était en région Picardie créée en 1960. Elle est depuis janvier 2016 dans la région Hauts-de-France créée par fusion de la Picardie et du Nord-Pas-de-Calais.

## Politique et administration

### Rattachements administratifs et électoraux

#### Rattachements administratifs
La commune est le chef-lieu — sauf de 1926 à 1942  — de l'arrondissement de Château-Thierry du département de l'Aisne.  
Elle était depuis 1793 le chef-lieu du canton de Château-Thierry. Dans le cadre du redécoupage cantonal de 2014 en France, cette circonscription administrative territoriale a disparu, et le canton n'est plus qu'une circonscription électorale.

#### Rattachements électoraux
Pour les élections départementales, la commune est depuis 2014 le bureau centralisateur d'un nouveau canton de Château-Thierry, dont les communes membres ont partiellement changées.
Pour l'élection des députés, elle fait partie depuis 1986 de la cinquième circonscription de l'Aisne.

### Intercommunalité

La CARCT dans le département de l'Aisne.

La commune était le siège de la communauté de communes de la Région de Château-Thierry (CCRT), créée le 31 décembre 1995, et qui, en 2016 regroupait 25 communes.
Dans le cadre des dispositions de la loi portant nouvelle organisation territoriale de la République (Loi NOTRe) du 7 août 2015, qui prévoit que les établissements publics de coopération intercommunale (EPCI) à fiscalité propre doivent avoir un minimum de 15 000 habitants, la CCRT fusionne avec plusieurs petites intercommunalités.
C'est ainsi qu'est créée le 1er janvier 2017 la communauté d'agglomération de la Région de Château-Thierry (CARCT), qui compte à cette date 87 communes, et dont Château-Thierry est désormais le siège.

### Tendances politiques et résultats
Au second tour des élections municipales de 2008, la liste PRG-DVG menée par Jacques Krabal obtient la majorité absolue des suffrages exprimés, avec 3 164 voix (51,97 %, 25 conseillers municipaux élus), devançant très largement celle PS menée par le maire sortant Dominique Jourdain, qui a recueilli 2 197 voix (36,09 %, 6 conseillers municipaux élus).
La troisième liste, UMP, menée par Robert Djellal, a obtenu 727 voix (11,94 %, 2 conseillers municipaux élus), lors d'un scrutin où 36,48 % des électeurs se sont abstenus.
Au premier tour des élections municipales de 2014 dans l'Aisne, la liste DVG menée par le maire sortant Jacques Krabal  a obtenu la majorité absolue des suffrages exprimés, avec 3 000 voix (62,06 %, 28 conseillers municipaux élus dont 15 communautaires), devançant très largement celles menées respectivement par : 

- Paul Philippe Molard (FN, 757 voix, 15,65 %, 2 conseillers municipaux élus dont 1 communautaire) ; 

- Jean-Claude Fauquet (UMP, 544 voix, 11,25 %, 2 conseillers municipaux élus dont 1 communautaire) ;

- Christian Copin (FG,	533 voix, 11,02 %, 1 conseiller municipal et communautaire élu).

Lors de ce scrutin, 47,54 % des électeurs se sont abstenus.
Au premier tour des élections municipales de 2020 dans l'Aisne, la liste MRSL-LR-PS,, menée par le maire sortant Sébastien Eugène — qui a succédé à Jacques Krabal après sa démission en 2017 — a obtenu la majorité absolue des suffrages exprimés, avec 2 434 voix (69,44 %, 29 conseillers municipaux élus dont 21 communautaires), devançant très largement celles menées respectivement par : 

- Mireille Chevet (RN, 457 voix, 13,03 %, 2 conseillers municipaux élus dont 1 communautaire) ; 

- Amine Abdelmadjid (DVG, 313 voix, 8,93 %, 1 conseiller municipal et communautaire élu) ; 

- Isabelle Lambert (LFI-PCF, 	249 voix, 7,10 %, 1 conseiller municipal et communautaire élu) ; 

- Yona Merbouche 	(LO, 52 voix, 1,48 %, pas d'élus).

Lors de ce scrutin marqué par la pandémie de Covid-19 en France, 61,65 % des électeurs se sont abstenus.

#### Récapitulatif de résultats électoraux récents
| Scrutin             | 1er tour | 1er tour | 1er tour | 1er tour | 1er tour | 1er tour | 1er tour | 1er tour | 1er tour | 1er tour | 1er tour | 1er tour | 2d tour        | 2d tour        | 2d tour        | 2d tour        | 2d tour        | 2d tour        | 2d tour        | 2d tour        | 2d tour        |
| Scrutin             | 1er      | 1er      | %        | 2e       | 2e       | %        | 3e       | 3e       | %        | 4e       | 4e       | %        | 1er            | 1er            | %              | 2e             | 2e             | %              | 3e             | 3e             | %              |
| ------------------- | -------- | -------- | -------- | -------- | -------- | -------- | -------- | -------- | -------- | -------- | -------- | -------- | -------------- | -------------- | -------------- | -------------- | -------------- | -------------- | -------------- | -------------- | -------------- |
| Municipales 2014    |          | DVG      | 62,06    |          | FN       | 15,65    |          | UMP      | 11,25    |          | FG       | 11,02    | Pas de 2d tour | Pas de 2d tour | Pas de 2d tour | Pas de 2d tour | Pas de 2d tour | Pas de 2d tour | Pas de 2d tour | Pas de 2d tour | Pas de 2d tour |
| Européennes 2014    |          | FN       | 28,77    |          | UMP      | 20,24    |          | PS       | 12,50    |          | EELV     | 11,05    | Tour unique    | Tour unique    | Tour unique    | Tour unique    | Tour unique    | Tour unique    | Tour unique    | Tour unique    | Tour unique    |
| Régionales 2015     |          | FN       | 33,49    |          | UMP      | 25,79    |          | PS       | 18,04    |          | EELV     | 9,99     |                | UMP            | 65,68          |                | FN             | 34,32          | Pas de 3e      | Pas de 3e      | Pas de 3e      |
| Présidentielle 2017 |          | FN       | 24,03    |          | EM       | 22,25    |          | LFI      | 22,02    |          | LR       | 17,36    |                | LREM           | 62,48          |                | FN             | 37,52          | Pas de 3e      | Pas de 3e      | Pas de 3e      |
| Législatives 2017   |          | EM       | 45,49    |          | FN       | 15,47    |          | EELV     | 10,96    |          | FI       | 10,77    |                | LREM           | 71,62          |                | FN             | 28,38          | Pas de 3e      | Pas de 3e      | Pas de 3e      |
| Européennes 2019    |          | RN       | 28,97    |          | LREM     | 20,78    |          | EELV     | 10,03    |          | FI       | 7,58     | Tour unique    | Tour unique    | Tour unique    | Tour unique    | Tour unique    | Tour unique    | Tour unique    | Tour unique    | Tour unique    |
| Municipales 2020    |          | DVC      | 69,44    |          | RN       | 13,04    |          | DVG      | 8,93     |          | DVG      | 7,10     | Pas de 2d tour | Pas de 2d tour | Pas de 2d tour | Pas de 2d tour | Pas de 2d tour | Pas de 2d tour | Pas de 2d tour | Pas de 2d tour | Pas de 2d tour |

### Liste des maires
| Période       | Période                      | Identité           | Étiquette        | Qualité |
| ------------- | ---------------------------- | ------------------ | ---------------- | --- |
| 1944          | 1945                         | Henri Couzinet     |                  | |
| mai 1945      | 1947                         | Édouard Delarbre   |                  | |
| 1947          | 1959                         | Paul Dascque       |                  | |
| 1959          | 1965                         | André Pichard      |                  | |
| 1965          | 1971                         | Pierre Lemret      | PCF              | Conseiller général de Château-Thierry (1973 → 1985) |
| 1971          | 1989                         | André Rossi        | UDF-RAD          | Député de l'Aisne (1958 → 1981 et 1986 → 1994) Ministre (1974 → 1978) |
| 1989          | 2008                         | Dominique Jourdain | PS               | Avocat |
| mars 2008     | juillet 2017                 | Jacques Krabal     | PRG et Cap21     | Retraité de l'enseignement Conseiller général de Château-Thierry (1993 → 2012) Député de l'Aisne (5e circ.) (2012 → ) Démissionnaire à la suite de sa réélection comme député. |
| juillet 2017, | En cours (au 6 février 2025) | Sébastien Eugène   | PRG-MRSL puis PR | Consultant d'entreprise canton de Château-Thierry (2021 → ) Président de la CA de la Région de Château-Thierry (2024 → ) Réélu pour le mandat 2020-2026,                       |

### Jumelages
La ville de Château-Thierry est jumelée avec :
- Pößneck (Allemagne) depuis 1989 ;
- Alíartos (Grèce) ;
- Unterlüß (Allemagne) ;
- Cisnădie (Roumanie) ;
- Mosbach (Allemagne) depuis 1974 ;
- Grybów (gmina) (Pologne) ;
- Ambohitrolomahitsy (en) (Madagascar).

Depuis 2009, un rapprochement important s'est également effectué avec la ville d'Indianapolis aux États-Unis.

## Équipements et services publics

### Espaces publics
3 fleurs attribuée en 2007 par le Conseil des Villes et Villages Fleuris de France au Concours des villes et villages fleuris.
De plus, le rond-point construit en 2007 à l'entrée nord de la ville a gagné en 2008 le titre de plus beau rond-point de France.
Ce rond-point est composé au milieu d'une reproduction miniature du vieux-château avec autour des pieds de vignes représentant les coteaux alentour.
La ville a remporté pour la seconde fois le prix du plus beau rond-point de France en 2012 pour l'aménagement des anciens carrefours de l'avenue Paul-Lefebvre. Le prix récompense les nouveaux carrefours réalisés sur le thème de La Cigale et la Fourmi, Le Lièvre et la Tortue, La Grenouille qui se veut faire aussi grosse que le bœuf….

### Enseignement
Château-Thierry dépend de l'académie d'Amiens.
Au premier degré d'éducation, la ville dispose de neuf écoles maternelles (dont une privée) et également de neuf écoles élémentaires (même remarque). Pour le secteur secondaire, la ville possède deux collèges publics (collège Jean-Rostand au nord de la ville et Jean-Racine sur l'Ile) et un collège privé (également sur l'Ile). La ville dispose aussi de deux lycées publics (lycée polyvalent Jean-de-La Fontaine et la cité technique Jules-Verne) ainsi qu'un lycée privé (lycée général et hôtelier Saint-Joseph) et un lycée agricole et viticole (à Crézancy).
Six Brevets de Technicien Supérieur (BTS) sont présents à Château-Thierry :
- Brevet de technicien supérieur « Comptabilité et Gestion des Organisations » au lycée Jean-de-La Fontaine.
- Brevet de technicien supérieur « Assistant de gestion PME-PMI » également au lycée Jean-de-La Fontaine.
- Brevet de technicien supérieur « Services et prestations des secteurs sanitaire et social » également au lycée Jean-de-la Fontaine.
- Brevet de technicien supérieur « Électrotechnique » à la Cité scientifique et technique Jules-Verne.
- Brevet de technicien supérieur agricole au lycée agricole et viticole de Crézancy avec deux options qui sont « Technologies Végétales » et « Analyse et Conduite des Systèmes d'Exploitation ».
- Brevet de technicien supérieur « Hôtellerie-Restauration » au lycée hôtelier Saint-Joseph.

La ville dispose aussi d'un institut de formation de soins infirmiers, d'un Centre de formation d'apprentis (CFA) et d'un Centre de formation professionnelle et de promotion agricole.
La ville dispose d'une inspection primaire de l'Éducation nationale, d'un Centre de formation et d'information et d'un relais information de l'INSEE.

### Santé
L'hôpital de Château-Thierry a été fondé en 1304 par Jeanne de Navarre, qui est actuellement l'hôtel-Dieu (pour voir l'histoire de l'hôtel-Dieu, cf. supra).
Aujourd'hui, la ville est équipée d'un centre hospitalier général qui se situe dans un pôle santé. Ledit pôle est constitué du centre hospitalier, des urgences, d'une maternité, d'une maison de retraite ainsi que d'une halte-garderie actuellement en construction. Un centre de secours ainsi que d'autres infrastructures devrait compléter ce pôle santé.

### Justice, sécurité, secours et défense
La police nationale compétente sur les zones urbaines où les problématiques de sécurité sont particulièrement prégnantes, dispose d'une implantation sur la commune de Château-Thierry. Le commissariat de police, autrefois implanté en centre-ville, est désormais situé dans le quartier des Vaucrises. La police nationale assure une présence permanente dans la commune et est rattaché à la direction départementale de la sécurité publique (DDSP) de l'Aisne.
Il assure la sécurité publique sur la seule commune de Château-Thierry. Les communes situées dans la continuité urbaine relèvent de la gendarmerie nationale chargée de la sécurité dans les secteurs ruraux.

## Population et société

### Démographie
Le gentilé historiquement juste est Castrothéodoricien, qui provient de la forme latine castrum theodorici, mais l'usage a popularisé l'utilisation de Castelthéodoricien[réf. nécessaire].

#### Évolution démographique
L'évolution du nombre d'habitants est connue à travers les recensements de la population effectués dans la commune depuis 1793. Pour les communes de plus de 10 000 habitants les recensements ont lieu chaque année à la suite d'une enquête par sondage auprès d'un échantillon d'adresses représentant 8 % de leurs logements, contrairement aux autres communes qui ont un recensement réel tous les cinq ans,.

En 2022, la commune comptait 15 068 habitants, en évolution de +1,49 % par rapport à 2016 (Aisne : −1,97 %, France hors Mayotte : +2,11 %).
| 1793  | 1800  | 1806  | 1821  | 1831  | 1836  | 1841  | 1846  | 1851  |
| ----- | ----- | ----- | ----- | ----- | ----- | ----- | ----- | ----- |
| 4 080 | 4 160 | 4 730 | 4 422 | 4 697 | 4 761 | 4 995 | 5 413 | 5 629 |

| 1856  | 1861  | 1866  | 1872  | 1876  | 1881  | 1886  | 1891  | 1896  |
| ----- | ----- | ----- | ----- | ----- | ----- | ----- | ----- | ----- |
| 5 381 | 5 761 | 6 519 | 6 623 | 6 902 | 7 015 | 7 296 | 6 863 | 7 063 |

| 1901  | 1906  | 1911  | 1921  | 1926  | 1931  | 1936  | 1946  | 1954  |
| ----- | ----- | ----- | ----- | ----- | ----- | ----- | ----- | ----- |
| 7 083 | 7 347 | 7 771 | 7 751 | 8 266 | 8 154 | 7 928 | 8 094 | 8 841 |

| 1962   | 1968   | 1975   | 1982   | 1990   | 1999   | 2006   | 2011   | 2016   |
| ------ | ------ | ------ | ------ | ------ | ------ | ------ | ------ | ------ |
| 10 006 | 11 049 | 13 491 | 14 557 | 15 312 | 14 967 | 14 622 | 14 413 | 14 847 |

| 2021   | 2022   | - | - | - | - | - | - | - |
| ------ | ------ | - | - | - | - | - | - | - |
| 15 204 | 15 068 | - | - | - | - | - | - | - |

Le maximum de population a été atteint en 1990. Depuis, le nombre d'habitants a légèrement régressé.

#### Pyramide des âges
En 2021, le taux de personnes d'un âge inférieur à 30 ans s'élève à 36,8 %, soit au-dessus de la moyenne départementale (34,5 %). À l'inverse, le taux de personnes d'âge supérieur à 60 ans est de 26,9 % la même année, alors qu'il est de 27,8 % au niveau départemental.
En 2021, la commune comptait 7 298 hommes pour 7 906 femmes, soit un taux de 52,00 % de femmes, légèrement supérieur au taux départemental (51,17 %).
Les pyramides des âges de la commune et du département s'établissent comme suit :
| Hommes | Classe d’âge | Femmes |
| ------ | ------------ | ------ |
| 0,8    | 90 ou +      | 1,4    |
| 7,0    | 75-89 ans    | 10,3   |
| 16,4   | 60-74 ans    | 17,5   |
| 17,6   | 45-59 ans    | 17,7   |
| 19,1   | 30-44 ans    | 18,3   |
| 18,4   | 15-29 ans    | 16,4   |
| 20,7   | 0-14 ans     | 18,2   |

| Hommes | Classe d’âge | Femmes |
| ------ | ------------ | ------ |
| 0,7    | 90 ou +      | 1,9    |
| 6,7    | 75-89 ans    | 9,5    |
| 18,1   | 60-74 ans    | 18,8   |
| 20,2   | 45-59 ans    | 19,6   |
| 18,1   | 30-44 ans    | 17,5   |
| 17,1   | 15-29 ans    | 15,2   |
| 19,2   | 0-14 ans     | 17,6   |

### Sports et loisirs

#### Description et grands clubs
La ville de Château-Thierry possède un service et un office municipal des sports ainsi que plusieurs stades municipaux, quatre grands gymnases, un palais des sports situé près du mémorial Jean Moulin, un centre d'activités, une piscine (datant de 1970, une autre est à prévoir), un skatepark, un gymnase nautique et un centre d'activités.
De nombreux clubs de sports sont présents à Château-Thierry (une cinquantaine) qui regroupent environ cinq mille licenciés.
Voici quelques clubs castels :
- le Château-Thierry Etampes Football Club (joue en départemental 1 ;
- le Judo Club de Château-Thierry. Il a notamment accueilli Sarah-Léonie Cysique (médaillée d'or par équipes aux Jeux Olympiques de Tokyo et de Paris) ;
- l'ACT 02 (Aviron Château-Thierry 02), club d'aviron ;
- le club de rugby, qui évolue dans le championnat d'Île-de-France ;
- L'Étoile cycliste de Château-Thierry, club formateur affilié à la Fédération française de cyclisme, qui a compté dans ses rangs d'anciens professionnels, dont Cyril Saugrain, vainqueur d'étape et porteur du maillot du meilleur grimpeur sur le Tour de France ;
- les Guardians, club permettant la découverte ou la pratique du football américain.

#### Les grandes dates
- Le club de basket-ball féminin du CS Château-Thierry fut trois fois titré : l'équipe gagna trois fois le championnat de France masculin de basket-ball, en 1950, 1951 et 1952.
- Château-Thierry fut ville-arrivée lors du Tour de France 2002, lors de l'étape no 3 entre Épernay et Château-Thierry, le 10 juillet.
- De 1903 à 1935, une course de côte internationale[63] avait lieu en plein cœur du centre-ville. Empruntant une partie de l'actuelle avenue de Soissons, cette compétition automobile voyait s'affronter différents types de véhicules (autos et motos principalement). À la suite d'un tragique accident en 1935, la course fut supprimée. Depuis 2008, des montées historiques sont de nouveau organisées, la dernière en date ayant eu lieu en septembre 2012.

## Économie

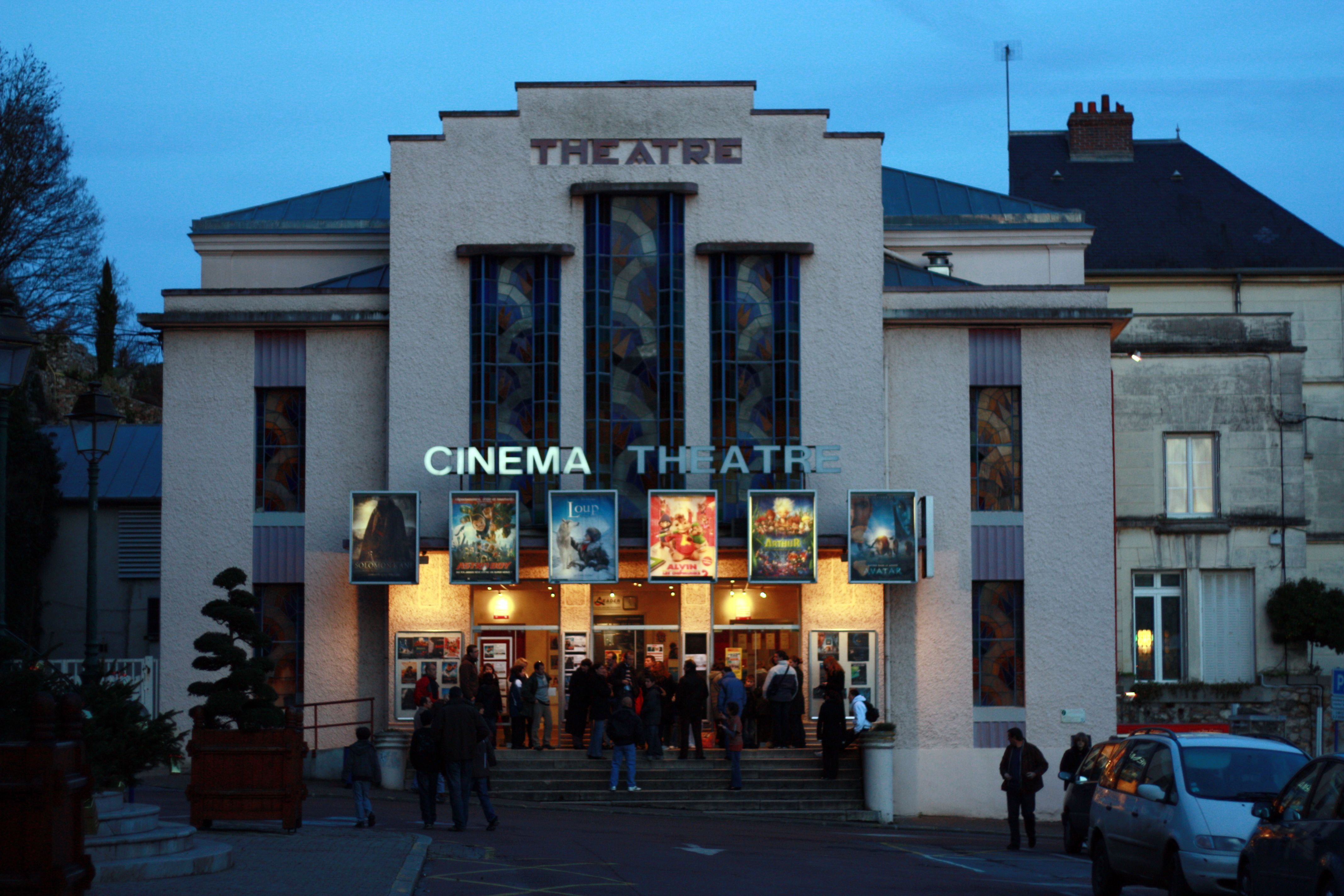
Le cinéma-théâtre sur la place de l'Hôtel-de-Ville.

Nous retrouvons à Château-Thierry la présence des trois secteurs d'activités :
- le secteur primaire regroupe 6 % de la population active ;
- le secteur secondaire regroupe 33 % de la population active ;
- et le secteur tertiaire regroupe 61 % de la population active de Château-Thierry.

Son bassin d'emplois regroupe 135 entreprises de plus de 10 salariés dont 25 de plus de 100 salariés. De plus, la ville compte 220 commerçants et artisans. La ville possède quatre zones d'activités, ce qui représente 150 ha aménageables, 60 entreprises et plus de 2 000 emplois.
Aujourd'hui la ville se développe dans la logistique (dans la ZID de l'Omois, à la sortie de la A4) avec l'arrivée du groupe FM logistics.
La ville a créé deux grandes associations :
- les boutiques de Château-Thierry, une association de commerçants[64] ;
- la VAZI, qui a pour objectifs de valoriser les zones d'activités.

Château-Thierry compte parmi ses entreprises célèbres :
- L'usine de fabrication des instruments de musique en cuivre Couesnon, dont l'activité s'est déplacée à Étampes-sur-Marne.
- La fabrique de biscuits anciennement Belin, aujourd'hui LU, dont il ne reste maintenant qu'une petite activité.
- Les Coopérateurs de Champagne, avec ses magasins Coop présents notamment dans toutes les bourgades du sud de l'Aisne et dans la Marne, et dont les magasins ambulants sillonnaient aussi la campagne. Les magasins Coop ont fermé, et Les Coopérateurs de Champagne ont choisi les magasins de type hard-discount.

Elle comprend un centre consulaire de la Chambre de commerce et d'industrie de l'Aisne au 1, avenue de l'Europe.

## Culture locale et patrimoine

### Lieux et monuments

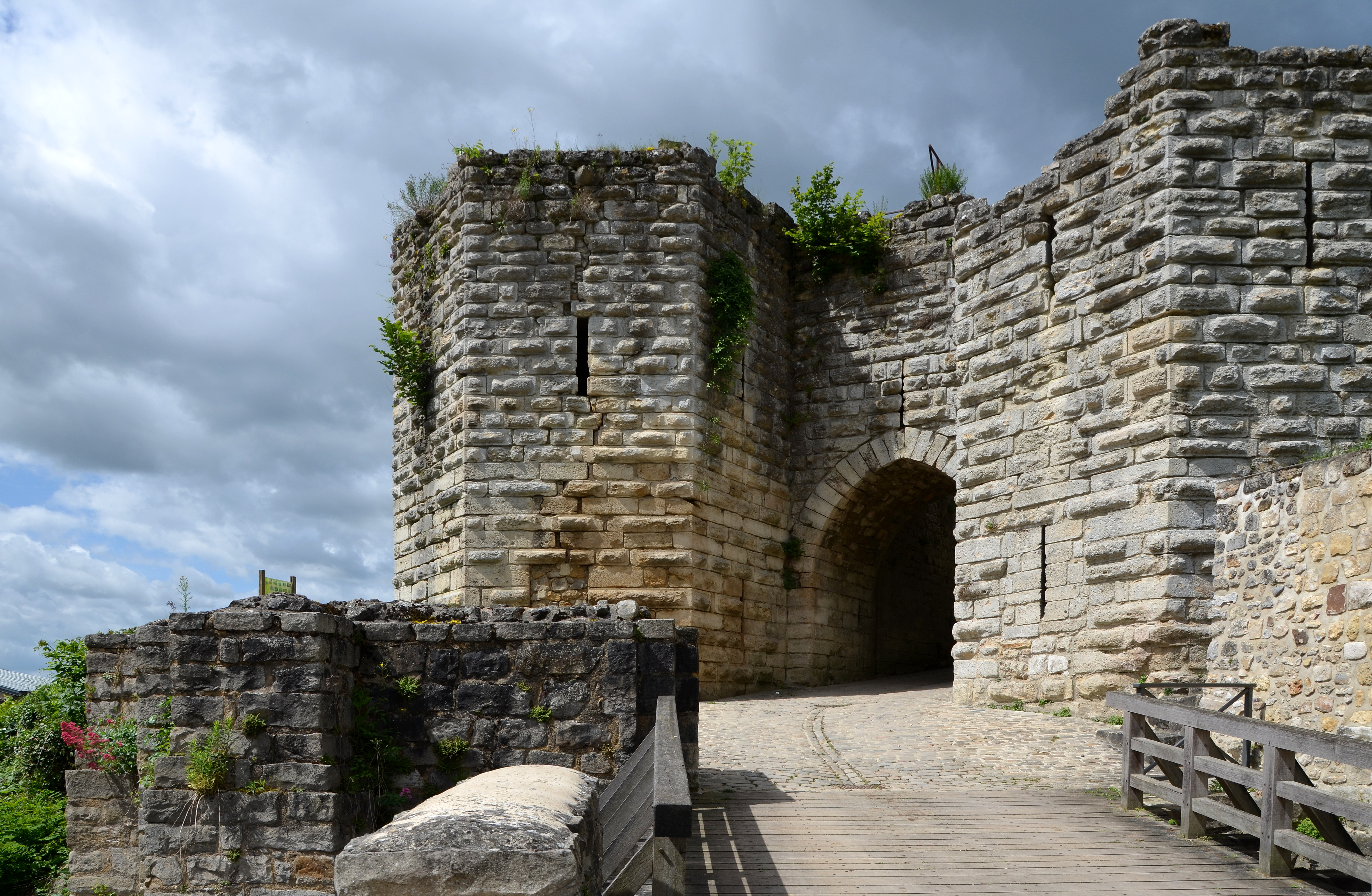
La porte Saint-Jean de l'ancien château.

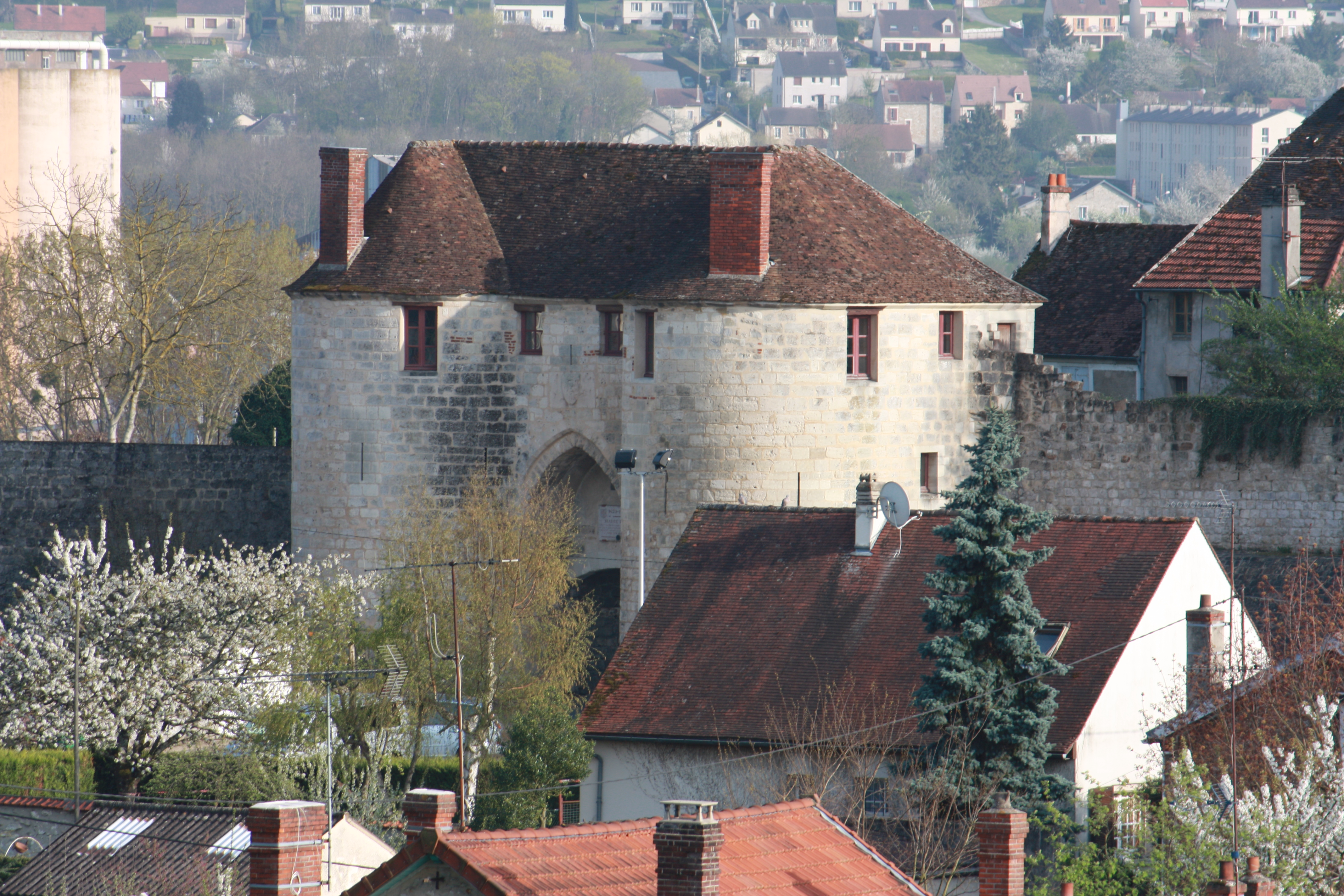
La porte Saint-Pierre, ancienne entrée de la ville, qui fait partie des remparts.

#### Le château
Point d'origine de la ville moderne, les ruines du château domine la vallée de la Marne. Construit à partir du IXe siècle, il a été profondément remanié au fil du temps. Aujourd'hui, le vieux château dont les vestiges datent pour l'essentiel des XIIe, XIVe et XVe siècles, est un lieu de promenade et héberge un spectacle de fauconnerie ainsi qu'un village reconstitué de la fin du haut Moyen Âge.

#### Église Saint-Crépin

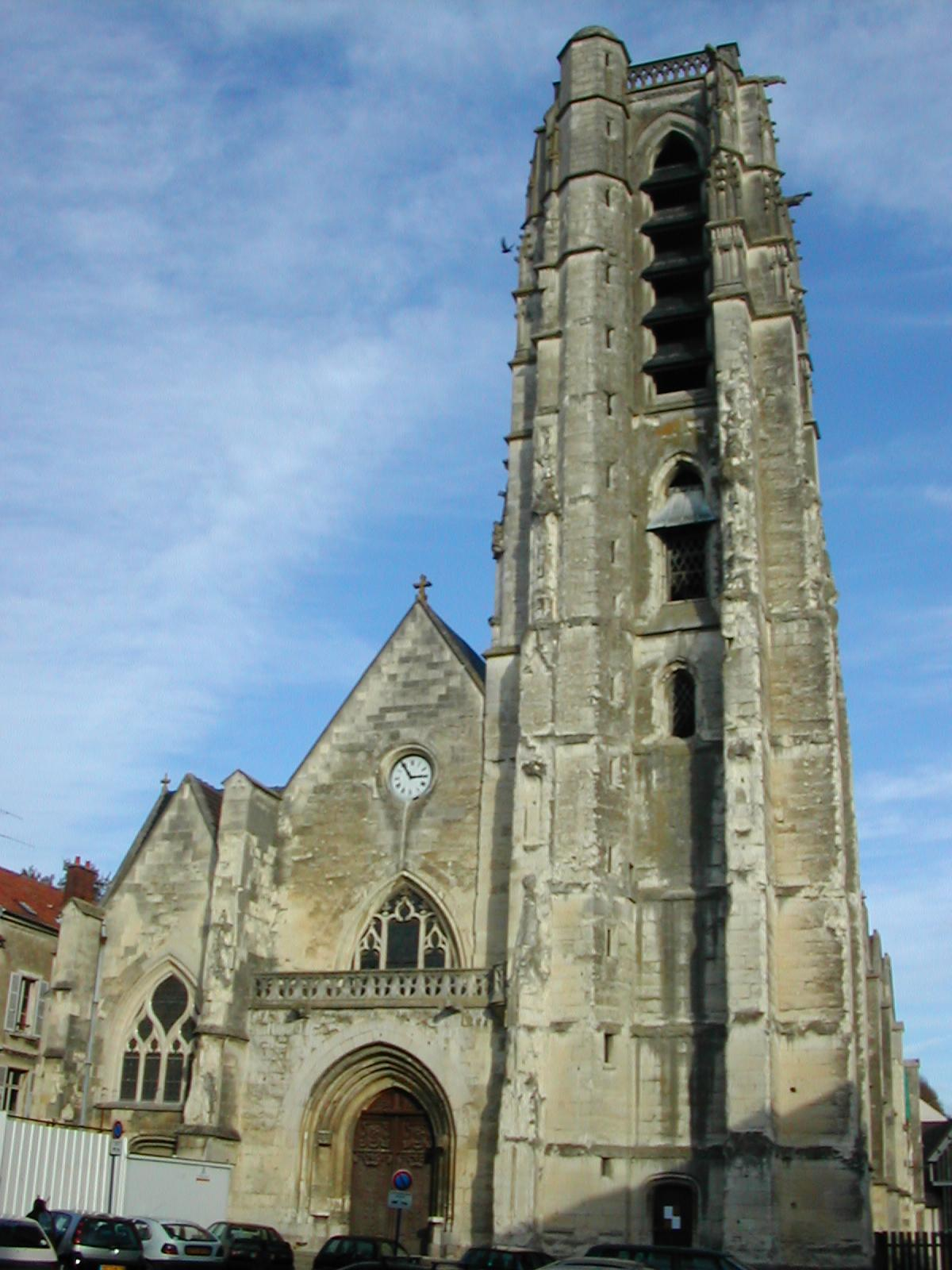
L'église Saint-Crépin.

L'église Saint-Crépin, rue Saint-Crépin, est la seule église de Château-Thierry, qui en comptait pourtant trois sous l'Ancien Régime (détruites après la vente des biens nationaux, en 1793).
Elle était initialement (au XVe siècle) implantée hors des murs de l'enceinte, mais est maintenant située un peu à l'ouest du centre-ville. La tour du clocher, haute de 36 m, est visible depuis les rives de la Marne.

#### Tour Balhan

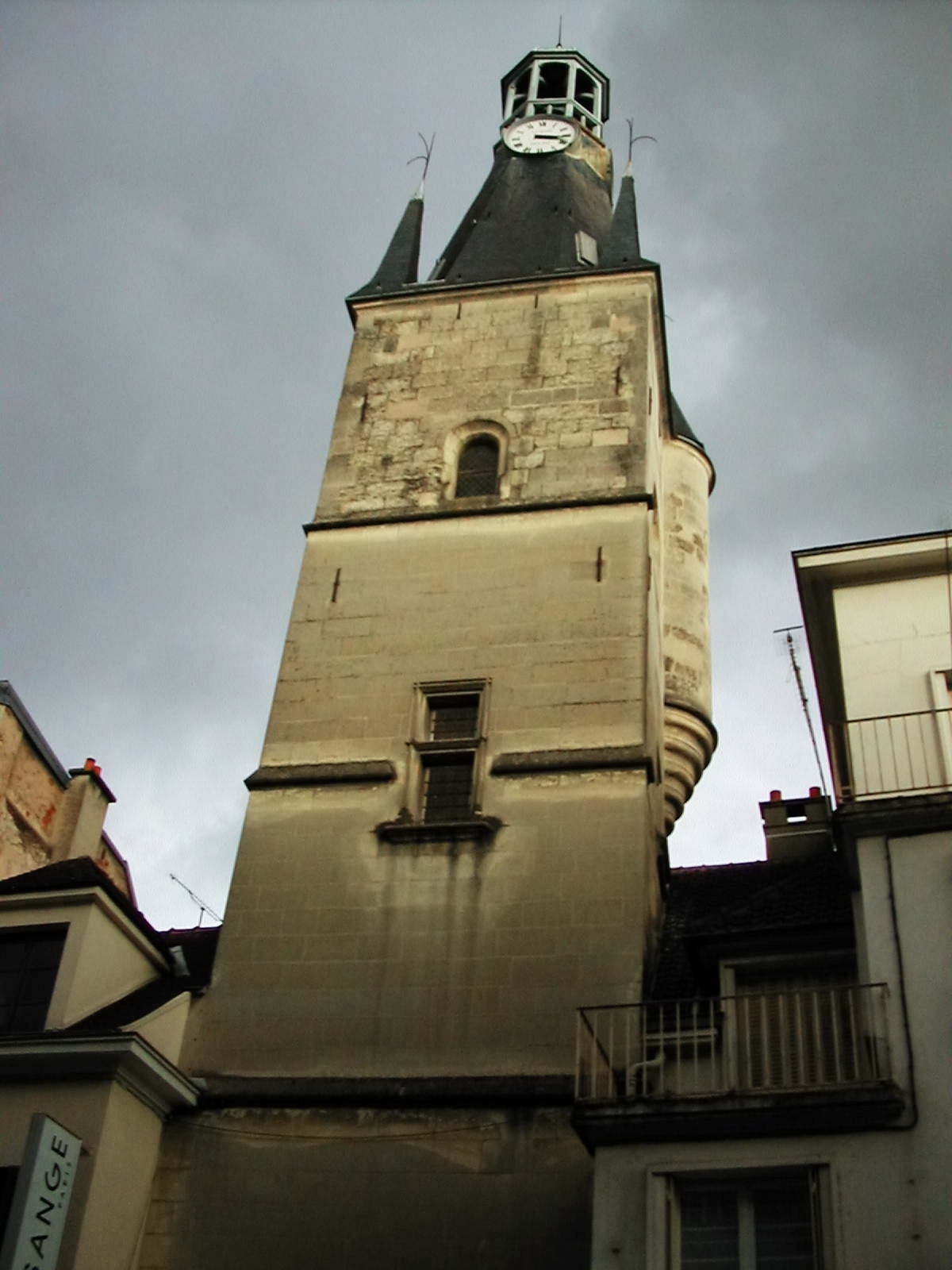
La tour Balhan.

La tour Balhan est un vestige d'un hôtel urbain : l'hôtel du mouton d'or (construit par Jean Balhan en 1480). Elle est classée monument historique depuis 1926. La tour renferme une cage d'escalier à vis, une ancienne chapelle et une salle de guet.
Ce qui reste, ou ce qui a été restauré du Fort Saint-Jacques, résidence des comtes de Champagne qui le préféraient au château lorsqu'ils venaient, de Provins, passer quelques jours à Château-Thierry.
Une tour carrée de 33 mètres de haut, surmontée d'un toit en forme de flèche octogonale couvert d'ardoise. À l'est, deux tourelles rondes, pourvues de toits hexagonaux. À l'ouest, deux petites pyramides triangulaires fixées sur la tour.
Un escalier intérieur bien conservé conduit à une chapelle gothique puis à l'ancienne chambre du guet et enfin, au pied de l'échelle qui permet d'accéder à la plate-forme du campanile.
On célébra la messe dans la chapelle jusqu'à la Révolution. La tour Balhan, qui tient son nom de Balchan ou Balhan, maître du grenier à sel de Château-Thierry à la fin du XVe siècle et sans doute, donateur d'une cloche, a joué dans l'histoire de la ville bien plus le rôle d'un beffroi que celui d'un poste de défense.
Depuis 1874, deux cadrans extérieurs complètent bien l'ensemble « horloge communale » dont la tour s'est acquise le privilège au cours des siècles.

#### Hôtel-Dieu
Ancien hôpital de la ville, aujourd'hui transformé en musée, 11 rue du Château. Il a été fondé en 1304 par Jeanne de Navarre.

#### Mémorial américain Aisne-Marne
Construit en 1933 sur la Cote 204, à 3 km à l'ouest de Château-Thierry, ce monument domine la ville et la vallée, et offre une vue étendue de celle-ci.

#### Maison «Jean de La Fontaine»

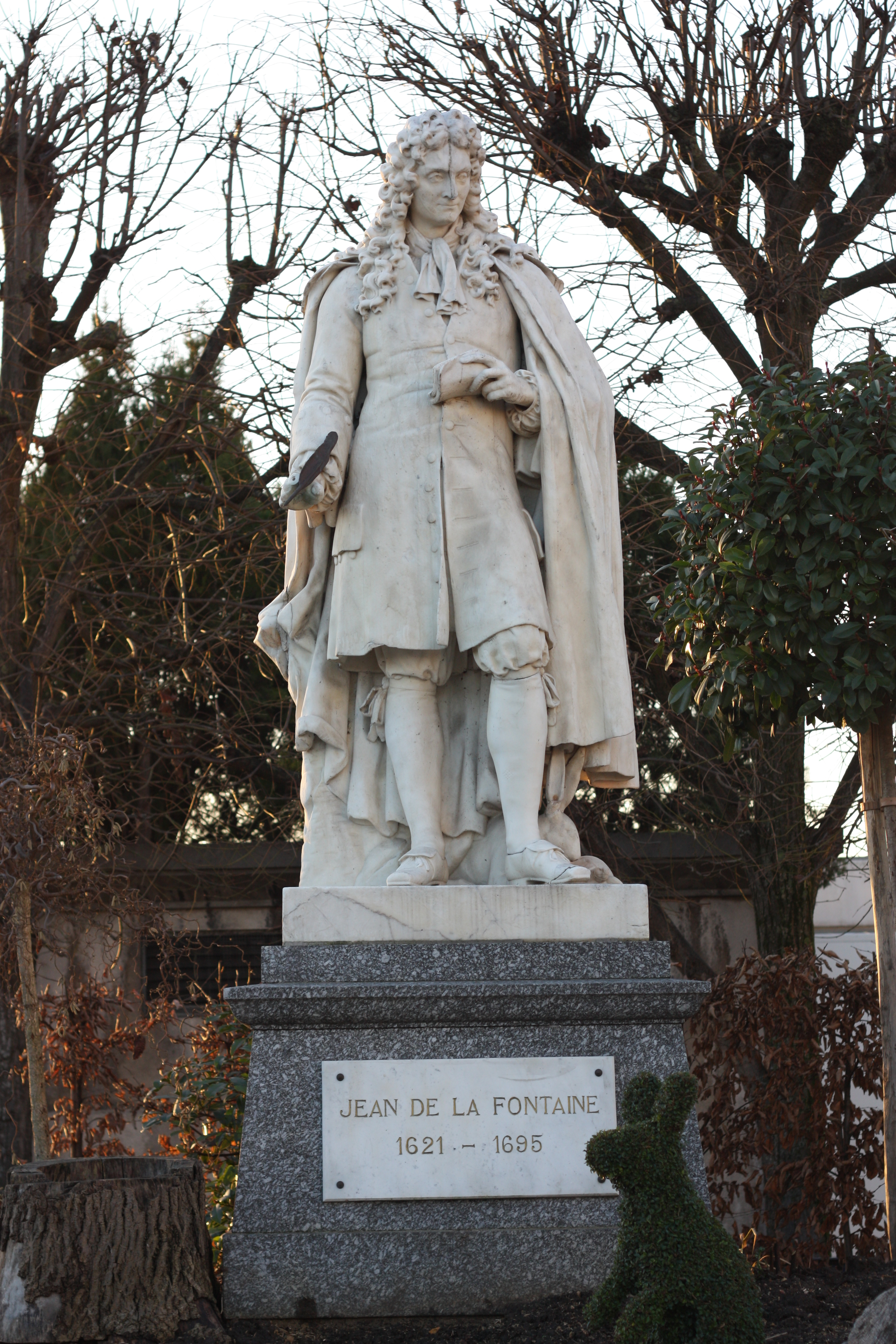
Charles-René Laitié, Monument à Jean de La Fontaine (1824).

Le musée Jean-de-La-Fontaine est consacré au fabuliste et situé dans sa maison natale. L'auteur de La Cigale et la Fourmi y naquit en 1621.

#### Hôtel de ville et sa place
Avant 1890, Château-Thierry n'a qu'un Hôtel de ville de dimension modeste que l'Administration municipale doit partager avec les Juges jusqu'en 1811. La taille du bâtiment ne convenant plus, la municipalité vote un emprunt de 375 000 F en 1886, organise un concours et choisit l'architecte Jean Bréasson. Le nouvel Hôtel de ville fut achevé en 1893 et inauguré le 15 mars 1893 par Raymond Poincaré, qui était alors ministre de l'Instruction publique. Architecture d'inspiration Renaissance, il remplace une bâtisse beaucoup plus petite, qui était partagée entre l'autorité publique et judiciaire. Il se situe sur la place de l'Hôtel de Ville, là où se trouvent le cinéma-théâtre, le marché couvert, le temple protestant, les imposants escaliers montant jusqu'au vieux château.
C'est aussi sur cette place que se rejoignent la Grand Rue, allant vers la maison natale de Jean de la Fontaine, et la rue du Château, se dirigeant vers la porte Saint-Pierre.

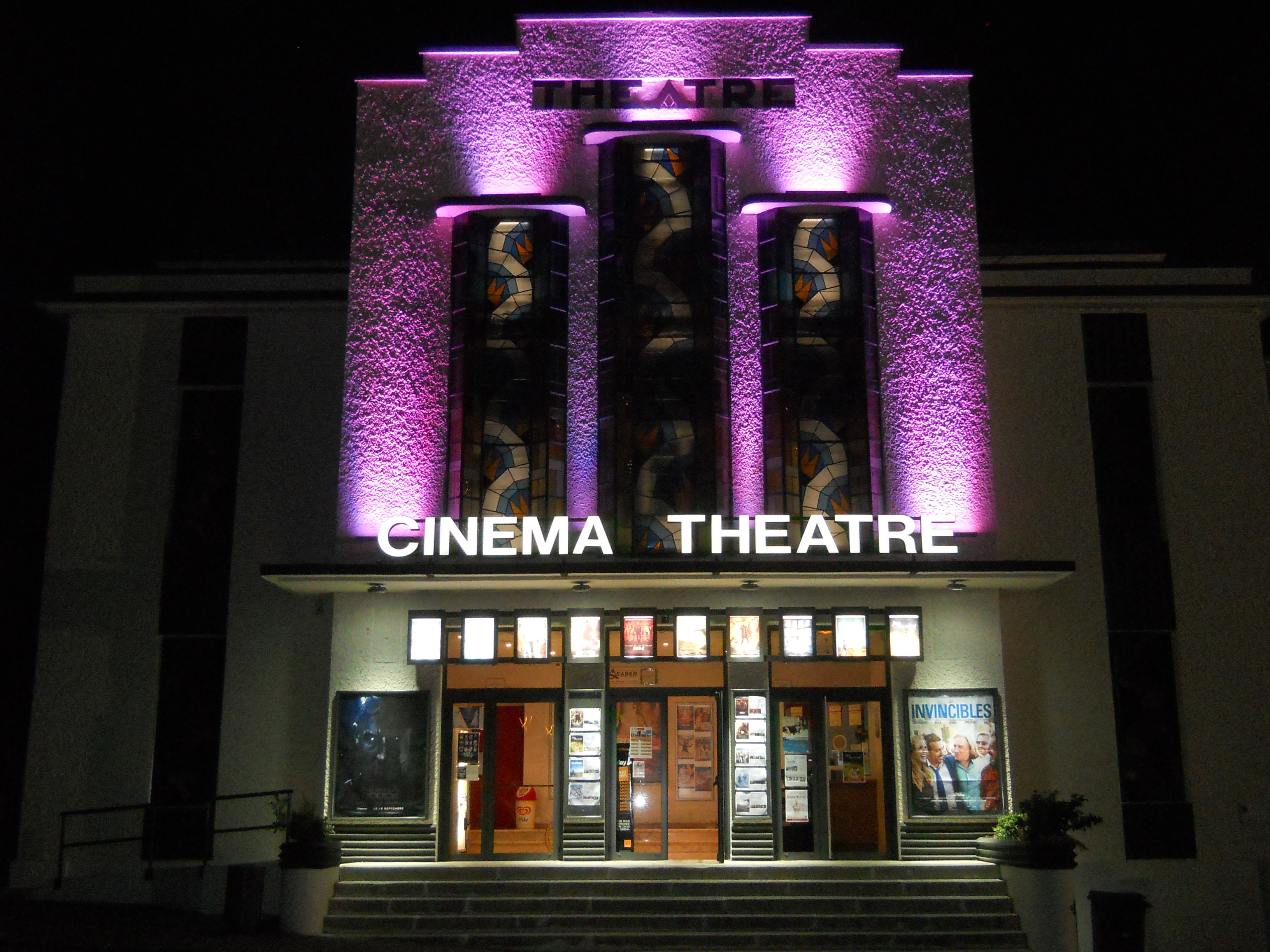
Vue de nuit de la façade Art déco du Cinéma-Théâtre de Château-Thierry.

La place de l'Hôtel-de-Ville compte aussi parmi ses monuments, la façade du cinéma-théâtre classé "Art déco". Proposant des films en 2D et 3D, le cinéma-théâtre est l'unique lieu de projection cinématographique de la ville.

#### Temple protestant
Pendant la Première Guerre mondiale, une Église méthodiste américaine a créé un fonds pour le soutien moral des soldats engagés sous la bannière étoilée. Le solde des sommes récoltées a servi à construire ce temple inauguré en 1924, place de l'Hôtel-de-Ville.
L'un des vitraux du temple représente La Fayette, Foch, Joffre, Pétain et Nivelle.

#### Porte Saint-Pierre

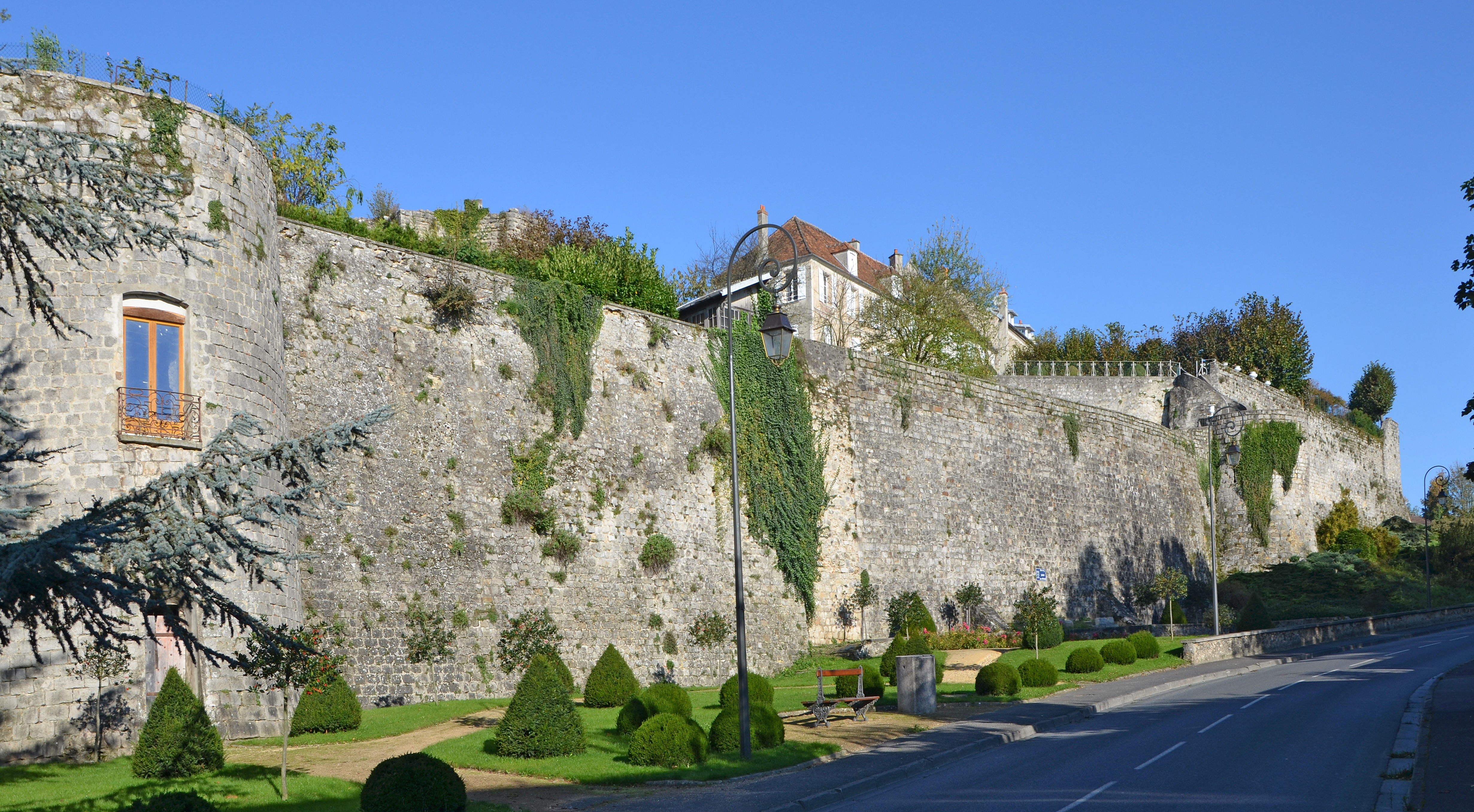
Anciens remparts.

Cette porte construite dans la première moitié du XIIIe siècle est la seule rescapée d'une série de quatre qui étaient incluses dans les fortifications de la ville. Les autres furent détruites pendant la Révolution.

#### Porte Saint-Jean
Cette porte est l'entrée principale du château médiéval.

#### Médiathèque Jean-Macé
La médiathèque est située dans l'ancien couvent des Cordeliers, 14 rue Jean-de-La-Fontaine. Construit en 1496 le monastère est consacré par l'évêque de Soissons. À la Révolution, les moines sont chassés et le couvent est ensuite réquisitionné en 1792 par les autorités révolutionnaires : il devient le tribunal du district de Château-Thierry.
En 1804, la municipalité y ouvre une école d'enseignement secondaire. Dans les années 1980, l'école est fermée, et devient le centre culturel Jean-Macé.
Inaugurée le 24 janvier 2004, la médiathèque Jean-Macé a pris le relais de la bibliothèque municipale.

#### Collège Jean-Racine
L'actuel collège Jean-Racine se trouve dans les bâtiments de l'ancien couvent des Capucins, avec son église, 24 rue Paul-Doucet datant du XVIIIe siècle.

#### Monuments commémoratifs
- Monument à Jean de La Fontaine, 1824, par Charles-René Laitié[68].
- Monument aux morts, réalisé par le sculpteur Achille Jacopin[69].
- Monument aux déportés, par Antoine Rohal[70].

### Autres lieux
- L'ancienne chapelle de la Charité, actuelle EHPAD, route de Verdilly.
- L'ancienne chapelle de la Madeleine, 10 rue Racine
- L'église Fontaine de Grâce, rue Gerboise
- De nombreux hôtels particuliers datant des XVIIe et XVIIIe siècles, dans la Grande-Rue.
- La villa d'Églantine datant de la fin du XIXe siècle.
- Au 18 rue du Faubourg-de-la-Barre, il existe encore quelques fragments de l'ancienne église Notre-Dame du Châtel, qui fut démolie pendant la Révolution.
- Une statue de Jean de la Fontaine se trouve place Jean-de-La Fontaine, œuvre du sculpteur Laitié, en 1824.
- Ancienne abbaye Notre-Dame de La Barre.
- Ancienne église paroissiale Saint-Martin, édifice du XVe siècle, vendue en 1812 et détruite ensuite[71].

#### Lieux touristiques à proximité
- Bords de Marne

- Château de Condé

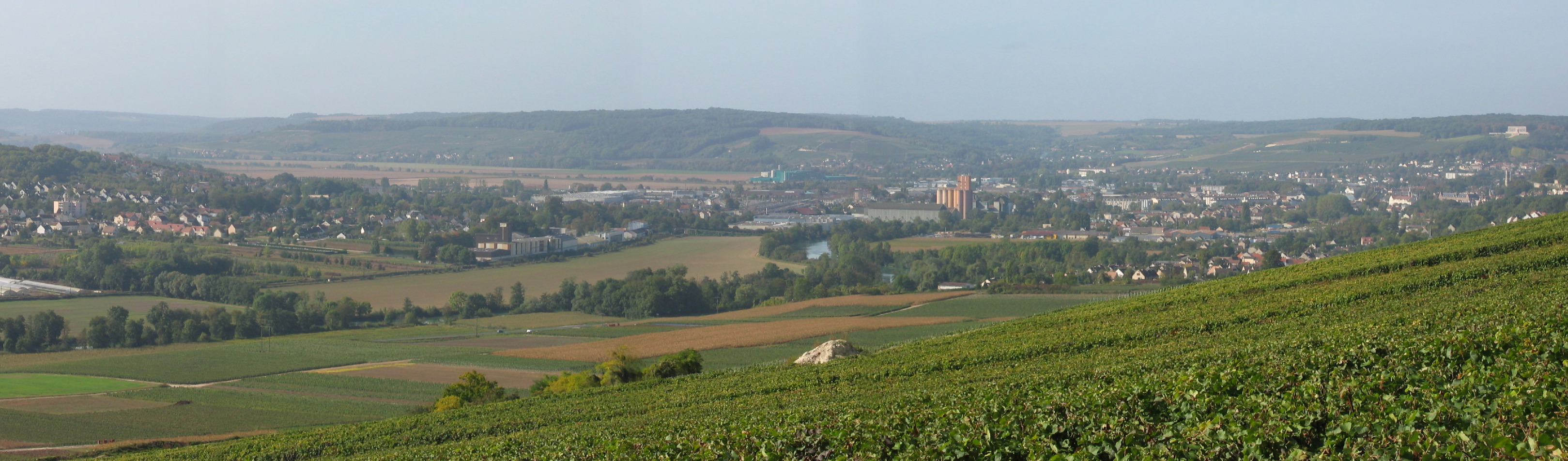
Vue de Château-Thierry, depuis le haut des coteaux de la Marne. On remarque à droite le Monument américain.

Vue de Château-Thierry, depuis le Monument américain.

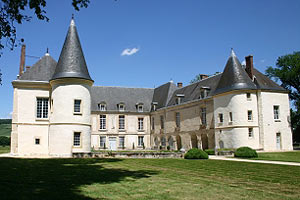
Le château de Condé (15 km au sud-est de Château-Thierry).

- Château-Thierry est traversée par la route touristique du Champagne, circuit appelé

vallée de la Marne reliant Château-Thierry à Épernay. Ce circuit à une distance de 90 km.

La vallée de la Marne et ses plantations de champagne.

### Personnalités liées à la commune

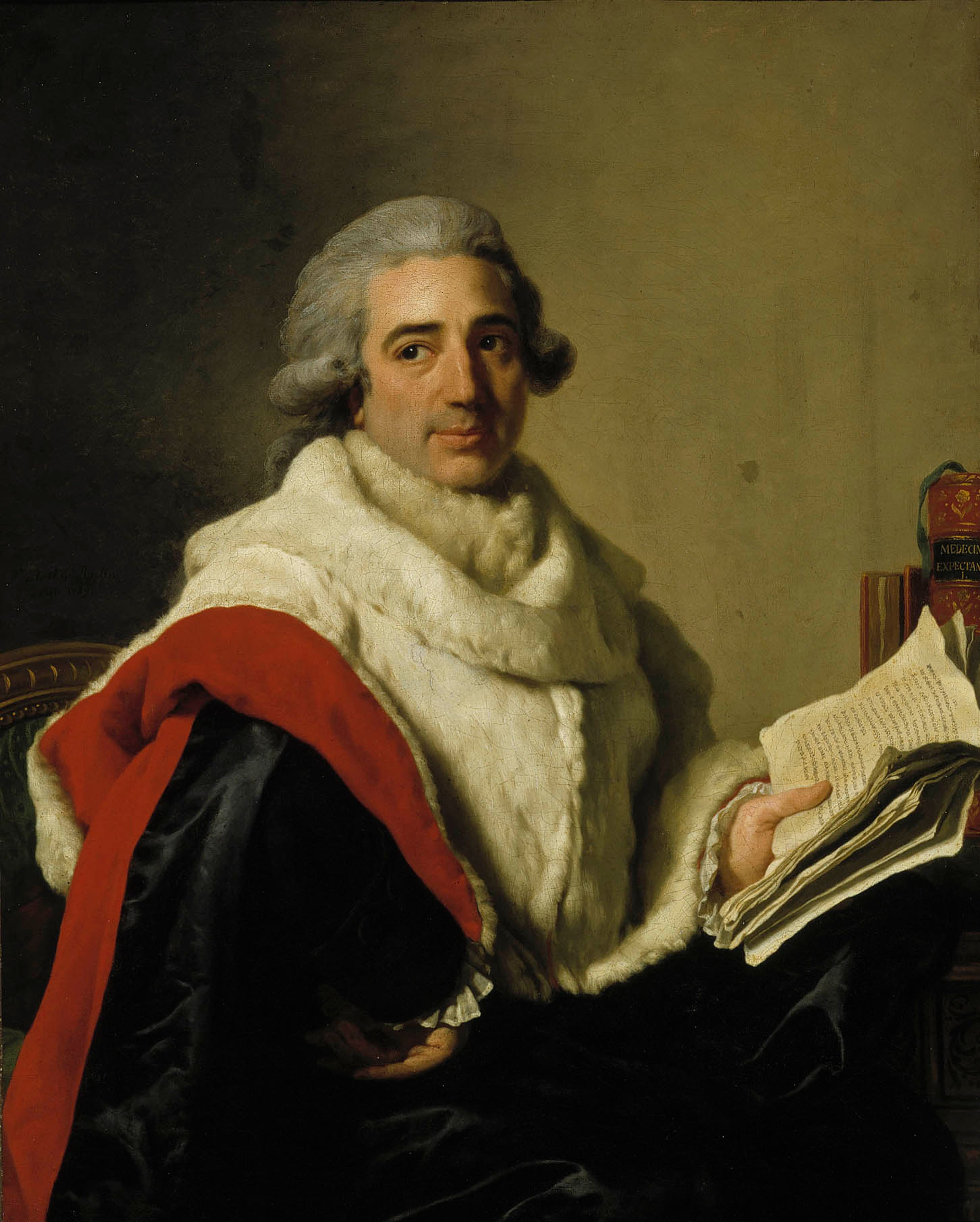
Alexandre Roslin, Portrait de Jean-Baptiste Eugénie Du Mangin ou Jean-Baptiste Dumangin (1789), musée Sinebrychoff (Helsinki).

Château-Thierry est le lieu de naissance de
- Jean-François du Soleil (1490-1565), mathématicien, astronome et ingénieur français ;
- Antoine Le Gaudier (1572-1622), théologien jésuite ;
- Jean de La Fontaine (1621-1695), poète ;
- Adam Pierre Pinterel de Louverny (1742-1810), homme politique;
- Jean-Baptiste Dumangin (1744-1826), médecin ; il a participé à l'autopsie de Louis XIV ;
- Maurice André Gaillard (1757-1844), homme politique né à Château-Thierry, député de Seine-et-Marne.
- Louis Jean-Baptiste Leseur (1774-1818), général des armées de la République et de l'Empire.

Autres personnalités
- Louise Conte (1923-1995), actrice française, sociétaire honoraire de la Comédie-Française, morte dans la commune ;
- Gauthier II de Château-Thierry ;
- Paul Magnaud ;
- Antoine Menant (1762-1829), général des armées de la République et de l'Empire, né à Lyon, mort dans la commune ;
- Charles Martigue (1777-1825), colonel de cavalerie des armées de la République et de l'Empire, mort dans la commune ;
- Charles Ferton père ;
- Edmond de Tillancourt ;
- Charles Schneider ;
- Achille Jacopin, sculpteur, né en 1874 et mort en 1958 à Château-Thierry ;
- Julien Rémy, sculpteur

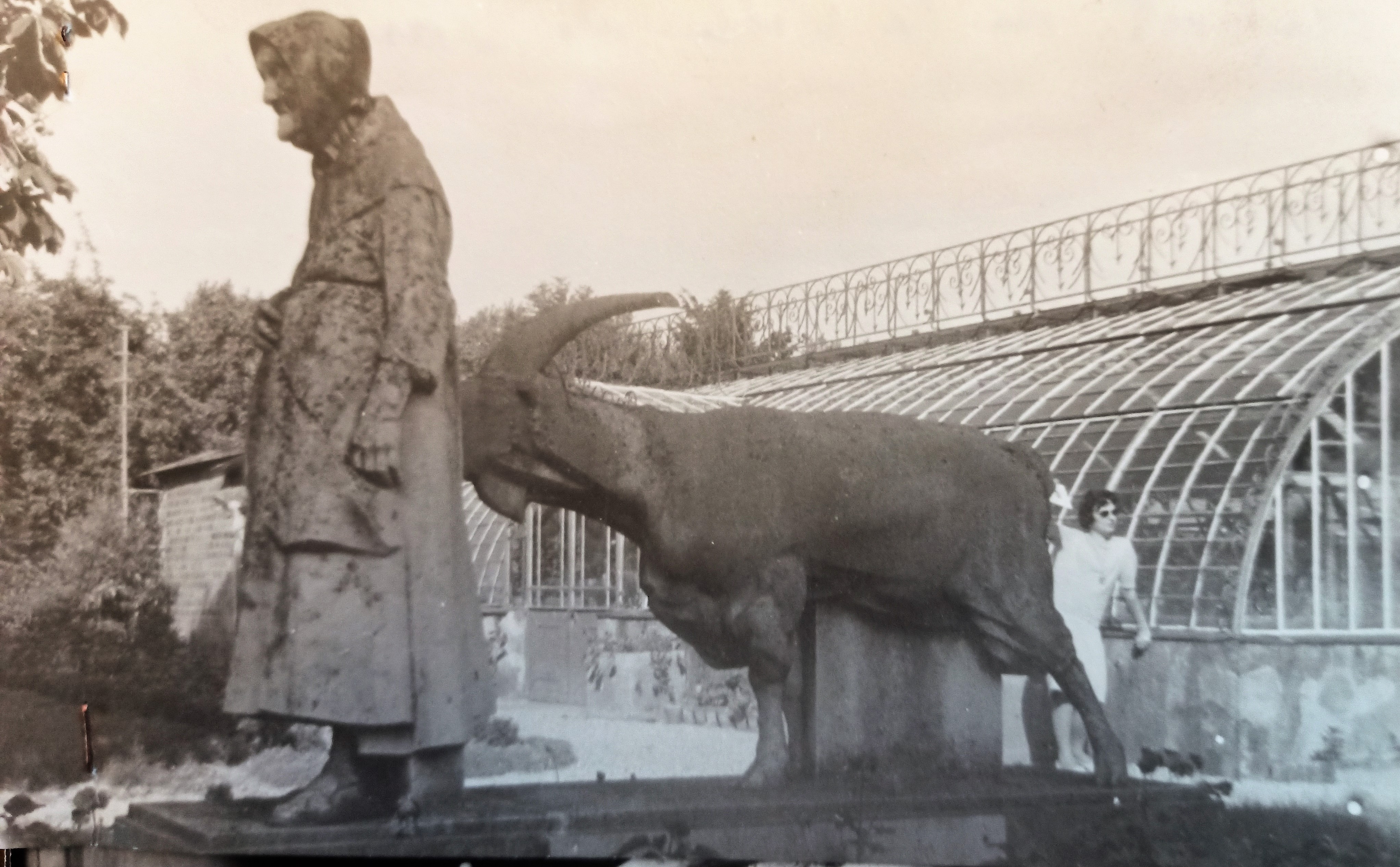
Julien Rémy - "Le retour des champs" - Médaille d'or 1932 du Salon des artistes français section sculpture - Œuvre achetée par la ville de Paris et offerte à la ville de Château-Thierry - Ensemble installé au jardin des petits prés. Devant la serre, la fille de l'artiste Evelyne Rémy épouse Werquin.

- Pierre Bensusan, guitariste, compositeur et chanteur français ;
- François Aman-Jean, médecin, chirurgien, auteur dramatique, mort à Château-Thierry ;
- Yves Bot, haut magistrat ;
- Charles-Armand de Rougé ;
- Guillaume-Benoît Houdet ;
- Joseph Bologne de Saint-George, plus connu sous le nom de chevalier de Saint-George ;
- Manu Dibango, musicien ;
- Jean Macé, pédagogue ;
- Sylvain Lévignac, acteur et cascadeur, mort à Château-Thierry ;
- Nadia Tagrine, pianiste, morte à Château-Thierry ;
- Auguste Jordan, footballeur professionnel d'origine autrichienne, sélectionné à seize reprises en équipe de France[72], mort à Château-Thierry en 1990 ;
- Jules Guiart (1870-1965), parasitologue et historien de la médecine, y naquit ;
- Ba Jin, écrivain et intellectuel chinois, y séjourne en 1927 et 1928 ;
- Jacques Hazard (1920-1942), aviateur des Forces aériennes françaises libres, Compagnon de la Libération, Mort pour la France, est né à Château-Thierry où une rue a été baptisée en son honneur.
- Céline Walter, poète et romancière, née à Château-Thierry en 1972[73].

### Héraldique  et drapeau
| Blason de Château-Thierry | Blason  | D'azur au château de cinq tours couvertes d'argent, ouvert, ajouré et maçonné de sable, accompagné de trois fleurs de lys d'or. Armes parlantes. Ornements extérieursCroix de chevalier de la Légion d'honneur Devise / CriNul ne s'y frotte |
| Blason de Château-Thierry | Détails | Blason adopté par la municipalité |

Lors de ses vœux en janvier 2019, le Maire Sébastien Eugène annonce vouloir doter la ville d'un drapeau. Le concours public « Créons notre Drapeau », organisé par la mairie, est annoncé le 18 mars 2019 et est lancé avec une conférence de la Société française de vexillologie le 22 mars 2019. Le jury, composé du Maire Sébastien Eugène, de Christophe Delannoy, président de l'Association des Porte-drapeaux de l'Arrondissement de Château-Thierry, de Jean-Claude Blandin, président de la Société Historique et Archéologique de Château-Thierry (SHACT), de Bernard Caron, historien et auteur local, d'Antoinette Douty, présidente du Conseil citoyen de Blanchard, de Claudine Petit et Christine Lahaye, représentantes du Conseil des sages, délibère le 19 avril 2019 et retient deux propositions respectant les règles de vexillologie qui sont soumises au vote des habitants et des internautes via les réseaux sociaux, le site internet et l'application mobile de la Mairie ou encore au stand de la ville à la foire-expo. Le drapeau vainqueur - dessiné par Jeanne Cathé - a été dévoilé et hissé le 23 juin 2019 lors de la 166e fête Jean de la Fontaine.

## Château-Thierry dans les arts et la culture

### Littérature
- Le roman de l'écrivaine britannique Rumer Godden, The Greengage Summer (1958), raconte le séjour qu'elle y fit en 1923.
- Le roman historique de l'écrivain français Jean-Claude Manceau Mathilde de Château Thierry (2005), conte l'histoire d'une romance entre un noble et une enlumineuse au début du XIIIe siècle, sous le règne de Louis VIII puis Louis IX dit Saint Louis.

### Cinéma
Le film Tatie Danielle, réalisé par Étienne Chatiliez et sorti en 1990, a en partie été tourné à Château-Thierry, en particulier avenue Wilson où se situe la maison de l'acariâtre héroïne.

## Pour approfondir